# Regeringsformaties België 2024-2025
De regeringsformaties in België van 2024-2025 begonnen op maandag 10 juni 2024, daags na de regionale, federale en Europese verkiezingen op 9 juni 2024. Het is de derde keer dat er regeringsonderhandelingen plaatsvinden tijdens het koningschap van Filip van België. 
Hierbij zullen in België zes regeringen worden gevormd, met name de opvolger van de federale regering-De Croo, alsook de opvolgers van de Vlaamse regering-Jambon, de Waalse regering-Di Rupo III, de Franse Gemeenschapsregering-Jeholet, de Brusselse Hoofdstedelijke Regering Vervoort III en de Regering van de Duitstalige Gemeenschap regering Paasch II. 
Vier dagen na de verkiezingen vormde Paasch III de nieuwe Regering van de Duitstalige Gemeenschap, waarbij coalitiepartner SP werd verruild voor de oppositiepartij CSP. In het Waals Gewest vormde op 15 juli 2024 de regering-Dolimont, bestaande uit MR en Les Engagés, die een dag later ook de regering-Degryse vormden voor de Franse Gemeenschap. Op Vlaams niveau sloten N-VA, Vooruit en CD&V een coalitie en op 30 september 2024 trad de Vlaamse regering-Diependaele aan.
Op 31 januari 2025 bereikten de vijf formerende partijen (Vlaams-nationalistische N-VA, het sociaaldemocratische Vooruit, de Franstalige liberale partij MR en de christendemocraten van CD&V en Les Engagés) een regeerakkoord. De partijen waren het eens geworden over de zogenoemde supernota van formateur Bart De Wever en op 3 februari 2025 trad de federale regering-De Wever aan.
In juni 2025, bijna een jaar na de verkiezingen, was er nog steeds geen nieuwe Brusselse regering gevormd.

## Overzicht
| Regering                     | Regering                                | Aftredende coalitie | Aftredende coalitie                                                              | Aantredende coalitie | Aantredende coalitie                                          | Eedaflegging (aantal dagen na verkiezingen) |
| ---------------------------- | --------------------------------------- | ------------------- | -------------------------------------------------------------------------------- | -------------------- | ------------------------------------------------------------- | ------------------------------------------- |
| Vlag van België              | Federale regering                       | De Croo             | CD&V + Open Vld + Vooruit + Groen (Vlaams); PS + Ecolo + MR (Franstalig)         | De Wever             | N-VA + Vooruit + CD&V (Vlaams); MR + Les Engagés (Franstalig) | 3 februari 2025 (239 dagen)                 |
| Vlag Vlaanderen              | Vlaamse Regering                        | Jambon              | N-VA + CD&V + Open Vld                                                           | Diependaele          | N-VA + Vooruit + CD&V                                         | 30 september 2024 (113 dagen)               |
|                              | Franse Gemeenschapsregering             | Jeholet             | PS + Ecolo + MR                                                                  | Degryse              | MR + Les Engagés                                              | 16 juli 2024 (37 dagen)                     |
| Vlag Franse Gemeenschap      | Waalse Regering                         | Di Rupo III         | PS + Ecolo + MR                                                                  | Dolimont             | MR + Les Engagés                                              | 15 juli 2024 (36 dagen)                     |
|                              | Brusselse Hoofdstedelijke regering      | Vervoort III        | PS + Ecolo + DéFI (Franstalig); Groen + Open Vld + one.brussels-Vooruit (Vlaams) |                      |                                                               |                                             |
| Vlag Duitstalige Gemeenschap | Regering van de Duitstalige Gemeenschap | Paasch II           | ProDG + PFF + SP                                                                 | Paasch III           | ProDG + CSP + PFF                                             | 1 juli 2024 (22 dagen)                      |

## Federale regering

### Mogelijke coalities
| Coalitie                                  | Coalitiepartijen                  | Coalitiepartijen      | Totaal aantal Kamerzetels | Aantal Nederlandstalige Kamerzetels | Aantal Franstalige Kamerzetels | Valkuilen |
| Coalitie                                  | Nederlandstaligen                 | Franstaligen          | Totaal aantal Kamerzetels | Aantal Nederlandstalige Kamerzetels | Aantal Franstalige Kamerzetels | Valkuilen |
| ----------------------------------------- | --------------------------------- | --------------------- | ------------------------- | ----------------------------------- | ------------------------------ | --- |
| Vivaldi II                                | Vooruit + CD&V + Open Vld + Groen | MR + PS + Ecolo       | 76 / 150                  | 37 / 90                             | 39 / 60                        | De ecologisten, PS en Open Vld verklaarden dat ze kozen voor de oppositie. Deze regering heeft geen meerderheid op Vlaams niveau. |
| Afspiegelingscoalitie of Arizona-coalitie | N-VA + Vooruit + CD&V             | MR + Les Engagés      | 82 / 150                  | 48 / 90                             | 34 / 60                        | Vooruit zou als enige linkse partij toetreden tot deze coalitie, zonder zusterpartij PS (die besloot in de oppositie te gaan). Deze regering heeft geen tweederdemeerderheid voor een staatshervorming, wat voor N-VA belangrijk is. |
| Klassiek tripartite + N-VA                | N-VA + Vooruit + CD&V + Open Vld  | MR + PS + Les Engagés | 105 / 150                 | 55 / 90                             | 50 / 60                        | Deze coalitie heeft een tweederdemeerderheid. De PS en Open Vld verklaarden dat ze kozen voor de oppositie. Deze coalitie is ideologisch zeer divers.                                                                                |
| Klassieke tripartite                      | Vooruit + CD&V + Open Vld         | MR + PS + Les Engagés | 81 / 150                  | 31 / 90                             | 50 / 60                        | Deze coalitie heeft geen meerderheid op Vlaams niveau. De PS en Open Vld verklaarden dat ze kozen voor de oppositie. |
| Centrum-rechts                            | N-VA + CD&V + Open Vld            | MR + Les Engagés      | 76 / 150                  | 42 / 90                             | 34 / 60                        | Deze coalitie heeft een zeer nipte meerderheid. Open Vld verklaarde dat ze koos voor de oppositie. Daarnaast heeft ze geen Vlaamse meerderheid.                                                                                      |

### Voorbereidingen

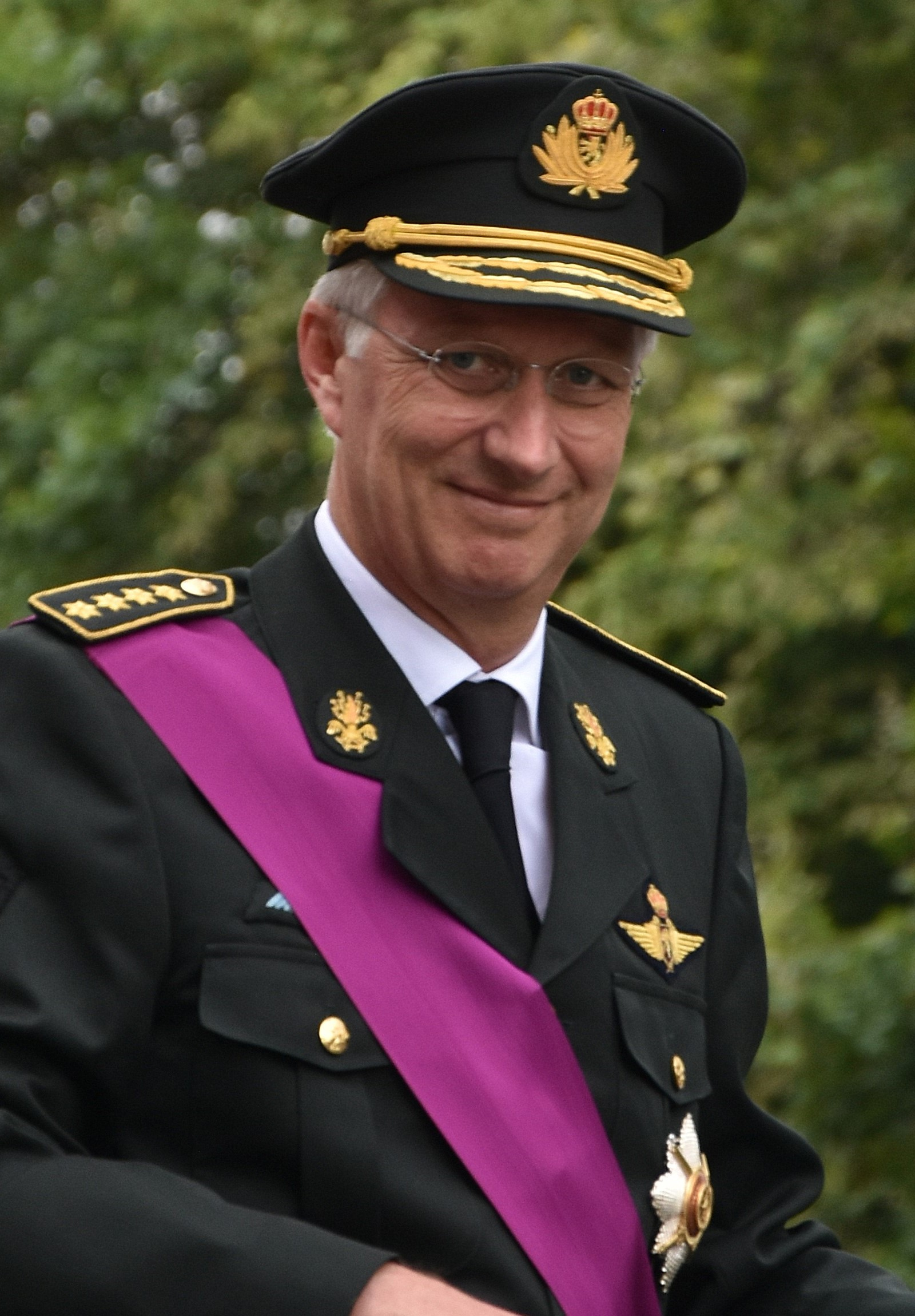
Koning Filip ontving na de verkiezingen alle partijvoorzitters op het Koninklijk Paleis van Brussel.

De uittredende regering-De Croo, ook Vivaldi-coalitie genoemd, viel bij de verkiezingen terug van 87 naar 76 zetels. De grootste verliezers in deze coalitie waren de partijen Ecolo en de Vlaamse liberale Open Vld, die respectievelijk tien en vijf zetels verloren. Ook de socialistische PS viel terug van 19 naar 16 zetels en verloor haar positie van grootste partij in Franstalig België aan de liberale MR, die forse winst boekte en van 14 naar 20 zetels sprong. Ook de Vlaamse zusterpartij van PS, Vooruit, behoorde tot de winnaars van de verkiezingen en steeg van 9 naar 13 zetels. De twee overige partijen in de regering-De Croo, de Vlaams-christendemocratische CD&V en Groen, gingen licht achteruit en vielen terug van respectievelijk 12 zetels naar 11 en 8 zetels naar 6.
De Vlaamse liberalen van Open Vld lieten op de avond van de verkiezingen blijken dat ze niet tot een regering zouden toetreden, dat werd op 10 juni bevestigd toen de voorzitter van de partij, Tom Ongena, en het gehele partijbestuur collectief ontslag nam. Ook de Franstalige PS verklaarde de dag na de verkiezingen te kiezen voor een oppositiekuur.
Aan de zijde van de oppositie bleef de grootste Nederlandstalige partij, de Vlaams-nationalistische N-VA, waarvan voorzitter Bart De Wever zich tijdens de verkiezingscampagne had opgeworpen als kandidaat-premier, stabiel. In stemmenaantal kende de partij een lichte groei, maar de partij verloor een zetel. De radicale partijen, Vlaams Belang aan de rechterzijde en PVDA-PTB boekten dan weer lichte vooruitgang en wonnen respectievelijk twee en drie zetels. De vierde oppositiepartij van belang, de centrumpartij Les Engagés, kende een groei van negen Kamerzetels en steeg van 5 naar 14 zetels.
Als gevolg van hun verkiezingsnederlaag besloten de Vlaamse liberalen na 25 jaar federale regeringsdeelname niet tot een regering toe te treden. Ook de PS koos als gevolg van de centrumrechtse omslag in Franstalig België voor een oppositiekuur. Door de forse afstraffing van Ecolo werd ook een regeringsdeelname voor de groenen eerder onwaarschijnlijk en regeringsdeelname voor Vlaams Belang en PVDA-PTB werd uitgesloten. Hierdoor werd de meest waarschijnlijke coalitie een samenwerking van N-VA, Vooruit en CD&V aan Nederlandstalige zijde en MR en Les Engagés aan Franstalige zijde, die in de Kamer over een ruime meerderheid van 82 zetels en een meerderheid in beide taalgroepen beschikt. Voor deze formule zijn er echter twee belangrijke obstakels: het sociaal-economisch beleid met Vooruit als enige linkse partij in een overwegend centrumrechtse regering die stevig moet besparen. De partij wilde enkel een dergelijke regering stappen als er niet fors bespaard werd in de sociale zekerheid en als er geen extra belastingen voor de grote vermogens konden worden ingevoerd, twee standpunten die worden uitgedragen door de partijen N-VA en MR. Het tweede obstakel was de staatshervorming. Zo eiste N-VA dat België werd omgevormd tot een confederale staat, waarbij de deelstaten maximale bevoegdheden zouden hebben. De Franstalige partijen MR en Les Engagés wezen een staatshervorming niet af, maar dan enkel om de federale staat efficiënter te organiseren, waarbij het een optie moest zijn om bepaalde bevoegdheden te herfederaliseren. Dat laatste was taboe voor de Vlaams-nationalistische partij, die bovendien stevige sociaal-economische hervormingen wilde kunnen doorvoeren als  er op het gebied van de staatshervorming weinig mogelijk was.
Op 10 juni 2024 trok premier Alexander De Croo (Open Vld) naar koning Filip om ontslag van de regering aan te bieden. Deze aanvaardde het ontslag, waarna de regering-De Croo in lopende zaken ging. Vervolgens begon de koning aan de consultaties met het oog op de federale regeringsvorming. Eerst werden de uittredende voorzitters van Kamer en Senaat, respectievelijk Eliane Tillieux (PS) en Stephanie D'Hose (Open Vld), ontboden, vanaf dan was het de beurt aan de partijvoorzitters, die in de volgorde van de grootte van hun partij werden ontvangen. Op 10 juni kwamen Bart De Wever (N-VA), Tom Van Grieken (Vlaams Belang) en Georges-Louis Bouchez (MR) op audiëntie, op 11 juni volgden besprekingen met Paul Magnette (PS), Raoul Hedebouw (PVDA-PTB), Maxime Prévot (Les Engagés), Melissa Depraetere (Vooruit), Sammy Mahdi (CD&V) en Tom Ongena (Open Vld). Op 12 juni worden de overige voorzitters ontvangen, respectievelijk Jeremie Vaneeckhout en Nadia Naji (Groen), hun Ecolo-collega's Jean-Marc Nollet en Rajae Maouane en François De Smet (DéFI).

### Verloop van de formatie

#### Informateur Bart De Wever (12 juni tot 26 juni 2024)

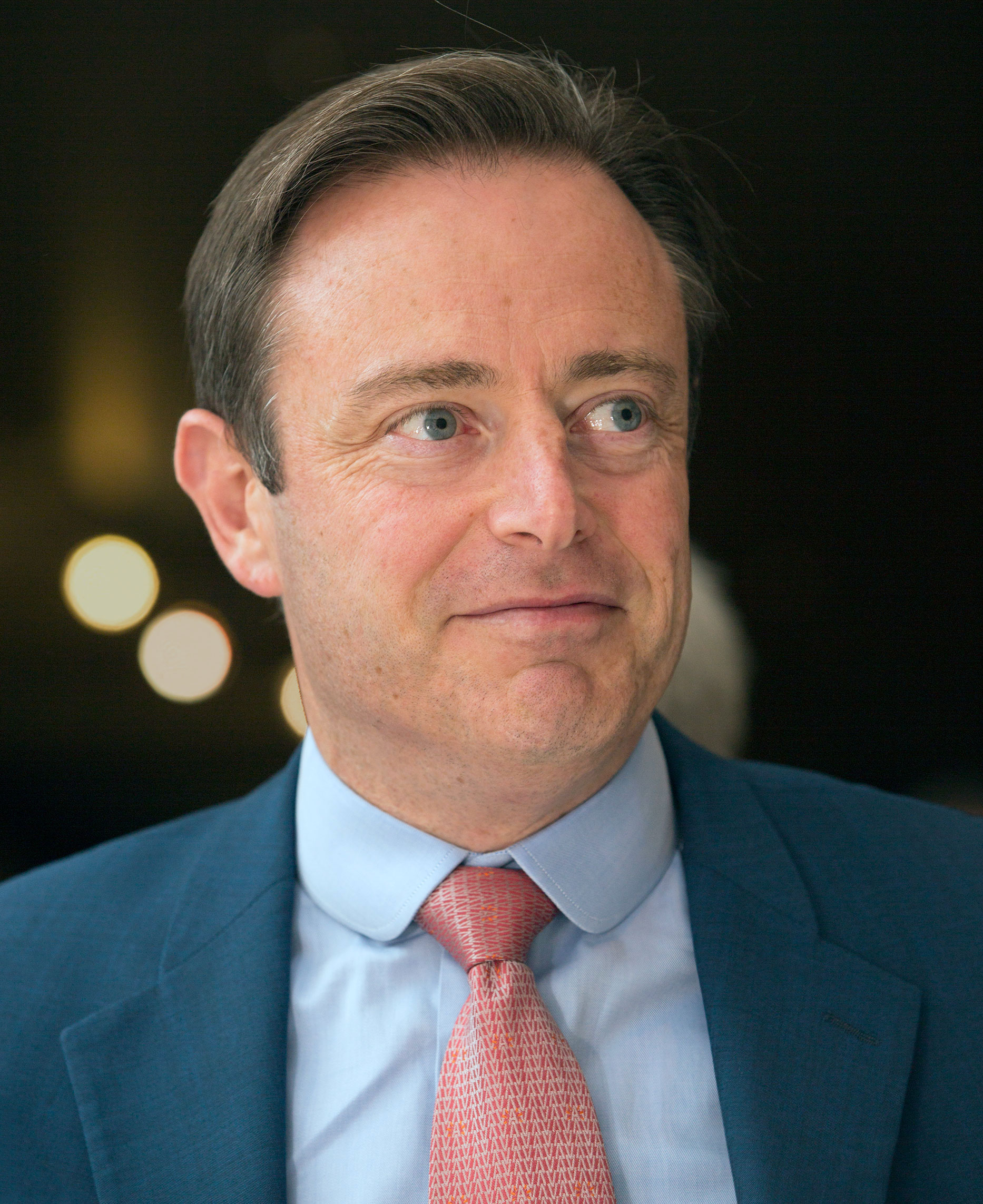
Bart De Wever werd drie dagen na de verkiezingen door de koning benoemd tot informateur. Tegelijk was hij ook de informateur voor de vorming van een Vlaamse regering.

Nadat de koning alle partijvoorzitters had ontvangen, werd de partijvoorzitter van de grootste partij Bart De Wever op woensdagnamiddag 12 juni 2024 op audiëntie ontvangen. Daar werd de partijvoorzitter belast met de taak van koninklijk informateur. De Wever kreeg als opdracht om na te gaan welke partijen bereid zijn om snel een stabiele coalitie op het federale niveau te vormen en welke de belangrijkste politieke lijnen van deze coalitie zouden zijn. Op 19 juni diende De Wever verslag uit te brengen over zijn missie. In het kader van zijn informateursopdracht vroeg De Wever aan het Monitoringscomité om een aantal projecties rond de begroting uit te werken, om daarmee het budgettaire plaatje te kaderen waarbinnen de federale regering kon werken.
Op 19 juni werd de informateursopdracht van De Wever met een week verlengd, op 26 juni diende hij opnieuw verslag uit te brengen op het Paleis. Na de verlenging van zijn opdracht startte hij verkennende gesprekken op met de voorzitters van de andere partijen van de beoogde coalitie, MR en Les Engagés aan Franstalige kant en CD&V en Vooruit aan Vlaamse kant. Op basis van deze gesprekken stelde De Wever een informateursnota op die de overeenkomsten tussen de vijf partijen bevatte en die hij overhandigde aan de desbetreffende partijen en aan de koning. Er was echter nog geen overeenstemming om de volgende fase van de regeringsonderhandelingen op te starten, omdat zowel Vooruit als Les Engagés de nota ontoereikend vonden en extra verduidelijkingen wilden.

#### Preformateur Bart De Wever (26 juni tot 10 juli 2024)
Doordat er nog geen overeenstemming was om een formateur aan te duiden, belastte de koning Bart De Wever op 26 juni met de taak van preformateur. De Wever had als informateur vooruitgang geboekt, maar onvoldoende om de echte formatie te starten. Door De Wever aan te stellen als preformateur, kon hij al gezamenlijke gesprekken starten om een afspiegelingscoalitie te vormen. De Wever dient verslag uit te brengen bij de koning op 10 juli 2024.
Van maandag 1 juli tot vrijdag 5 juli organiseerde De Wever gezamenlijke meetings met de vijf beoogde coalitiepartijen, waarbij afgevaardigden van N-VA, MR, Les Engagés, Vooruit en CD&V van verschillende instanties een stand van zaken kregen over de toestand van de economie en begroting en de uitdagingen op het vlak van defensie, kernenergie, gezondheidszorg en pensioenen. In het weekend van 6 juli voerde hij vervolgens bilaterale gesprekken met de vijf partijen om te kijken op welke manier er vooruitgang kon worden geboekt. Op 9 juli kwamen de vijf partijen opnieuw samen om voor het eerst ten gronde te spreken over de federale regeringsvorming en of de partijen bereid waren om over te gaan tot de formatiefase. Na dit overleg verklaarden de partijen zich bereid om volwaardige regeringsonderhandelingen aan te vatten.

#### Formateur Bart De Wever (10 juli tot 22 augustus 2024)
Op woensdag 10 juli diende De Wever zijn eindverslag als preformateur in bij de koning. Omdat de vijf partijen wilden doorgaan met het onderhandelen over een federale regering, werd De Wever aangesteld tot formateur om een regering met N-VA, Vooruit, CD&V, MR en Les Engagés op de been proberen te brengen, de zogenoemde Arizona-coalitie. Op 24 juli werd de formateur opnieuw op het Paleis verwacht om verslag uit te brengen over de vorderingen van de onderhandelingen. 
Net als bij de Vlaamse regeringsvorming werden de inhoudelijke onderhandelingen toevertrouwd aan werkgroepen die zich over een bepaald thema bogen, met daarin specialisten van de vijf beoogde coalitiepartners die onderhandelen op basis van voorbereidende nota's opgemaakt door N-VA en daarboven een centrale groep onderhandelaars die het geheel overzien. Delicate thema's als begroting, de sociaal-economische hervormingen en de staatshervorming werden niet aan werkgroepen toegewezen, maar enkel door de centrale onderhandelaars afgehandeld. Iedere partij vaardigde twee onderhandelaars af:
- voor N-VA uittredend Vlaams minister-president Jan Jambon en voormalig federaal staatssecretaris Theo Francken
- voor MR partijvoorzitter Georges-Louis Bouchez en federaal vicepremier David Clarinval
- voor Les Engagés partijvoorzitter Maxime Prévot en Kamerfractieleider Vanessa Matz
- voor CD&V partijvoorzitter Sammy Mahdi en federaal vicepremier Vincent Van Peteghem
- voor Vooruit voormalig voorzitter Conner Rousseau, die op 18 juli 2024 opnieuw partijvoorzitter werd, en vicepremier Frank Vandenbroucke

In het weekend van 13 en 14 juli werden de eerste startteksten aan de onderhandelende partijen bezorgd. Op dinsdag 16 juli kwamen de centrale onderhandelaars voor het eerst samen om te bespreken hoe de werkzaamheden van de werkgroep zouden verlopen. Omdat Vooruit, CD&V en Les Engagés bezwaren hadden, werd eveneens besloten om de startnota's inzake arbeidsmarkt, gezondheidszorg en migratie bij te schaven. Tezelfdertijd startte N-VA-coryfee en Vlaams Parlementslid Sander Loones consultaties met de vijf partijen om te polsen welke communautaire stappen een toekomstige regering eventueel kon zetten.
Op 22 juli 2024 kwamen de centrale onderhandelaars overeen hoe het begrotingstraject eruit zou zien dat België vanwege zijn hoge begrotingstekort door Europa kreeg opgelegd. De 28 miljard euro die moest worden bespaard, zou voor de helft komen uit hervormingen in domeinen als de arbeidsmarkt, de fiscaliteit en de pensioenen en voor de andere helft bestaan uit saneringen en nieuwe inkomsten. Ook werden tachtig voorstellen van de onderhandelende partijen om te snoeien in de uitgaven ter doorberekening voorgelegd aan het Planbureau. Op 24 juli werd er door de centrale werkgroep onderhandeld over defensie, energie en economie.
Nadat Bart De Wever op 24 juli tussentijds verslag had uitgebracht bij de koning, werd zijn formateursopdracht verlengd tot 19 augustus. Vijf dagen later, op 29 juli, ontbood de formateur de vakbonden en de werkgevers en dezelfde dag kwamen de centrale onderhandelaars samen om te vergaderen over leefmilieu en klimaat, mobiliteit en armoedebestrijding en de sociaal-economische 'supernota' van De Wever over arbeidsmarkt, pensioenen en fiscaliteit te bespreken. De partijen CD&V, Les Engagés en Vooruit vonden deze nota echter nog te onevenwichtig en te veel op maat gesneden van N-VA en MR en vroegen bijsturingen. Op 31 juli volgde een vergadering over mobiliteit, bestuurszaken en buitenlandse zaken en op 1 augustus werd het thema migratie besproken. Vervolgens werd tot 12 augustus een rustpauze ingelast en werden de onderhandelingen tijdelijk stilgelegd.
Na de vakantie verstuurde formateur De Wever op 12 augustus een aangepaste versie van zijn sociaal-economische supernota naar de vijf partijen, met bijgevoegde begrotingstabellen. De partijen kregen vervolgens een dag de tijd om de nota onder te loep te nemen, waarna er op 13 augustus bilaterale gesprekken werden gehouden waarbij de partijen extra tekst en uitleg kregen bij de nota. Het was de bedoeling dat er vervolgens op 14 augustus een gezamenlijke werklunch zou worden gehouden om de nota onder de vijf partijen samen te bespreken, maar dat ging niet door omdat de andere partijen de supernota nog steeds als te onevenwichtig beschouwden. Vervolgens werd er een herwerkte basistekst naar de andere partijen verstuurd en nodigde de formateur op vrijdag 16 augustus de andere partijen uit om deze tijdens een gezamenlijke meeting toe te lichten en uitvoerig te bespreken om een consensus te vinden. Op zondag 18 augustus werd hiermee doorgegaan. Na een hele avond en nacht onderhandelen gingen de vijf partijen in de ochtend van 19 augustus echter zonder sociaal-economisch basisakkoord uit elkaar, omdat de Franstalige liberalen van MR vonden dat er op fiscaal vlak te verregaande toegevingen aan Vooruit waren gedaan. Met name een meerwaardebelasting op aandelen vond de MR onverteerbaar.
Niettemin bleven de partijen voortwerken aan een compromis over de supernota. Om dit mogelijk te maken, verlengde de koning de formateursopdracht van De Wever tot donderdagavond 22 augustus. Op 21 augustus riep De Wever opnieuw de verschillende partijen bijeen om een gemeenschappelijke grond te vinden om te onderhandelen op basis van zijn sociaal-economische nota, eerst afzonderlijk, daarna samen. Deze gesprekken leverden echter geen resultaat op.
Nadat ook het ultieme compromisvoorstel van de formateur over de meerwaardebelasting op aandelen was afgeschoten door de MR, waren de onderhandelingen definitief vastgelopen. Hierdoor diende De Wever op 22 augustus zijn ontslag in bij koning Filip, die dat ook aanvaardde. De dag nadien ontving de koning de partijvoorzitters van de vijf onderhandelende partijen om te kijken hoe de vastgelopen onderhandelingen weer konden worden rechtgetrokken. Dat waren in deze volgorde: Sammy Mahdi (CD&V), Georges-Louis Bouchez (MR), Conner Rousseau (Vooruit), Maxime Prévot (Les Engagés) en Bart De Wever (N-VA).

#### Bemiddelaar Maxime Prévot (23 augustus tot 2 september 2024)
Na zijn consultaties ontbood koning Filip Les Engagés-voorzitter Maxime Prévot opnieuw op het Paleis en stelde hij hem aan tot bemiddelaar. Hij diende de onderhandelingen weer op gang te trekken en moest proberen het beschadigde vertrouwen tussen de hoofdrolspelers van de onderhandelingen te herstellen. Prévot kreeg hiervoor tot maandag 2 september de tijd en moet dan verslag uitbrengen bij de koning. Hij vatte zijn opdracht op maandag 26 augustus aan met bilaterale gesprekken met de verschillende partijen. Op 29 augustus riep Prévot de vijf partijen samen om de aanduiding van de nieuwe Europees Commissaris te bespreken. Hierbij werd beslist dat de MR de Eurocommissaris mocht leveren.
Op zondag 1 september kwamen de vijf partijen opnieuw bijeen om te bespreken hoe er een doorstart van de onderhandelingen kon worden gemaakt. Hierbij werd beslist om de supernota voorlopig aan de kant te leggen, naar verwachting tot na de lokale verkiezingen van 13 oktober, en zich te concentreren op het concrete uitwerken en zo veel als mogelijk afhandelen van minder gevoelige thema's, zoals defensie, migratie, veiligheid en energie. De dag nadien werd Prévot ontheven van zijn opdracht als bemiddelaar.

#### Formateur Bart De Wever (2 september 2024 tot 3 februari 2025)
Nadat de vijf partijen aan de onderhandelingstafel zich bereid hadden getoond om de federale onderhandelingen te hervatten, werd Bart De Wever (N-VA) op 2 september 2024 opnieuw aangesteld tot formateur. Op 23 september diende hij verslag uit te brengen op het Koninklijk Paleis.
Op 5 september ontbood De Wever voor het eerst de vijf Arizona-partijen om werkafspraken te maken over het verdere verloop van de onderhandelingen. Hierbij werd afgesproken dat de vijf Arizona-partijen na de start van het parlementaire jaar niet zouden meestemmen met wetsvoorstellen die een budgettaire impact hadden. Ook werd besloten dat de eerder opgestarte thematische werkgroepen over de verschillende beleidsthema's vanaf maandag 9 september hun werkzaamheden zouden hervatten. De centrale onderhandelaars kwamen vanaf vrijdag 13 september wekelijks bijeen om de vorderingen in de werkgroepen te overlopen.
Op 23 september werd de opdracht van De Wever als formateur verlengd tot 17 oktober. Na de lokale verkiezingen van zondag 13 oktober, waar de vijf Arizona-partijen versterkt uitkwamen, nodigde de formateur de federale hoofdonderhandelaars op 16 oktober uit om de werkwijze en de agenda te bepalen voor de onderhandelingen over de grote knelpunten die nog behandeld dienden te worden, met name de forse besparing van 28 miljard euro en de sociaal-economische hervormingen waarover de onderhandelingen eerder waren afgesprongen. Hierbij werd beslist dat de sjerpa's, de technische adviseurs, van de partijen opmerkingen zouden formuleren over een nieuwe sociaal-economische supernota die de formateur op 8 oktober aan de vijf partijen had laten bezorgen. Een dag nadien werd De Wevers opdracht als formateur nogmaals verlengd door de koning, ditmaal tot maandag 4 november 2024.
Tijdens een nieuwe gezamenlijke meeting van de centrale onderhandelaars op donderdag 24 oktober werd afgesproken dat De Wever een nieuwe supernota zou opstellen, nadat de verschillende partijen een aanzienlijk aantal bijsturingen hadden gevraagd. Het was vervolgens de bedoeling dat de onderhandelaars tijdens de herfstvakantie de week nadien de overgebleven knelpunten van de overige beleidsthema's verder zouden afhandelen, maar de partij Vooruit liet in een statement later op de dag weten daarmee te willen wachten tot de formateur zijn nieuwe supernota met bijbehorende budgettaire tabellen op tafel had gelegd. Volgens de partij had het namelijk weinig zin om zonder budgettair kader deelakkoorden te sluiten over de overige thema's. De andere partijen betreurden de zet van Vooruit en riepen op om de onderhandelingen zo snel als mogelijk te hervatten. Op dinsdag 29 oktober presenteerde Bart De Wever zijn herwerkte supernota aan de partijvoorzitters van Vooruit, MR, CD&V en Les Engagés afzonderlijk, waarna een dag later de technici van de partijen zich over de nota bogen. Op 31 oktober volgde dan een gezamenlijke vergadering van de onderhandelaars van de vijf partijen om de nota te bespreken. Er werd echter opnieuw geen vooruitgang geboekt: vier van de vijf partijen waren bereid om op basis van deze nota verder te onderhandelen, maar Vooruit vond ze nog steeds te onevenwichtig, met name inzake het aanspreken van de grote vermogens om de begroting aan te pakken.
In een poging om de zaken recht te trekken, voerde De Wever op zondag 3 november bilateraal overleg met de voorzitters van de Arizona-partijen. De volgende ochtend volgde nog een gezamenlijke meeting met de vijf voorzitters, alvorens de formateur naar de koning moest om verslag uit te brengen over zijn opdracht. Dit was echter niet voldoende om de impasse te doorbreken, waarna De Wever op het Paleis zijn ontslag als formateur aanbood. Koning Filip hield het ontslag evenwel in beraad en gaf De Wever tot 12 november de tijd om de formatiegesprekken opnieuw op gang te trekken. In de dagen daarna besloot de formateur om tevens de Vlaamse liberalen van Open Vld te betrekken bij de gesprekken om een federale regering te vormen en voerde hij hiertoe op woensdag 6 november overleg met Open Vld-voorzitster Eva De Bleeker, met de bedoeling om de vorming van een tijdelijke noodregering van N-VA, MR, Les Engagés, CD&V en Open Vld af te toetsen, die met bijzondere machten sociaal-economische hervormingen zou doorvoeren en zich zou concentreren op het op orde zetten van de begroting. Tegen deze coalitie sprak echter dat ze met 76 op 150 zetels over een krappe meerderheid in de Kamer beschikte en door de christendemocraten van CD&V en Les Engagés als niet stabiel genoeg werd beschouwd om grondige hervormingen te kunnen doorvoeren. 
In de dagen nadien leverde discreet overleg met Vooruit en Open Vld geen doorbraak op, al bleven beide partijen bereid om te praten over de vorming van een federale regering. Vervolgens voerden de vier andere partijen aan tafel op 11 en 12 november besprekingen over hoe de onderhandelingen moesten worden voortgezet. Hierbij beslisten N-VA, MR, CD&V en Les Engagés om een blok te vormen en verder met elkaar te onderhandelen onder leiding van Bart De Wever. Om dit mogelijk te maken, werd de opdracht van De Wever op 12 november opnieuw verlengd, ditmaal tot 25 november. In eerste instantie richtte de formateur zich op het ontwikkelen van een nieuwe werkmethode om andere partijen te overtuigen om binnen een stabiele meerderheid de finale onderhandelingen richting een regeerakkoord aan te vatten, waarbij ― bij gesprek aan overeenstemming over andere mogelijkheden ― eerst en vooral naar Vooruit werd gekeken. Op donderdag 14 november legde De Wever aan de onderhandelende partijen een nieuwe basistekst voor, die in tegenstelling tot de supernota's geen alomvattende voorstellen tot sociaal-economische hervormingen en saneringen bevatte, maar een kader met algemene principes waarbinnen onderhandeld kon worden. Naast N-VA, MR, CD&V en Les Engagés schoof ook Vooruit aan bij dit overleg, omdat er volgens voorzitter Rousseau voldoende openingen naar de Vlaamse socialisten werden gemaakt om weer aan tafel te komen. De eerste vier partijen aanvaardden de nieuwe tekst als basis voor verdere onderhandelingen, terwijl Vooruit intern overleg besloot te plegen. Een dag nadien gaf ook deze partij haar fiat aan de basistekst, waarmee de onderhandelingen over de Arizona-coalitie weer van start konden gaan. Niettemin bleef de discussie over eerlijke belastingen een twistpunt tussen MR en Vooruit.
Op maandag 18 november gingen de volwaardige onderhandelingen over de vorming van een Arizona-coalitie van start. Eerst werd overgegaan tot de verdere behandeling van de thema's die de technische werkgroepen al grotendeels hadden uitgewerkt, maar waarover nog definitieve knopen moesten worden doorgehakt. Er werd op 18 november begonnen met energie, klimaat, leefmilieu en mobiliteit, daarna ging het over gezondheidszorg (19 november), bestuurszaken (20 november), armoedebeleid (21 november), economie en industriebeleid (22 november) en communautaire zaken (23 november). Ondertussen werden in technische werkgroepen de onderhandelingen voorbereid over de begroting en de sociaal-economische hervormingen. Op maandag 25 november werd de formateursopdracht van De Wever door de koning nogmaals verlengd, ditmaal tot dinsdag 10 december. Dezelfde dag nog besliste de uittredende regering-De Croo om in afwachting van een nieuwe regering voor de eerste drie maanden van 2025 een noodbegroting met voorlopige twaalfden op te stellen, omdat het schier onmogelijk was geworden om nog voor het einde van het jaar een volwaardige begroting goedgekeurd te krijgen in het parlement.
Op dinsdag 26 november sneden de onderhandelaars het thema migratie aan en de dag nadien kwamen in bilaterale gesprekken met de verschillende partijen afzonderlijk voor een eerste maal de begroting en de sociaal-economische thema's fiscaliteit, arbeidsmarkt en pensioenen aan bod. Vervolgens kregen de delegaties van de vijf partijen tot zondag 1 december de tijd om de voorgelegde begrotingstabellen te bestuderen en opmerkingen te formuleren, waarna er een gezamenlijke meeting van de Arizona-partijen volgde om voor een eerste maal ten gronde te onderhandelen over de sociaal-economische thema's. Na een rustdag werd op 3 december weer overgegaan tot het bespreken van overige thema's, te beginnen met defensie, buitenlandse zaken, gelijke kansen en armoedebestrijding. Op 4 december stond mobiliteit en migratie op de agenda en op 5 december was het de beurt aan volksgezondheid. Vanaf 5 december werd onder de waterlijn opnieuw geschaafd aan de sociaal-economische teksten, in technische werkgroepen met een politicus en een technicus per partij. Op zondag 8 december volgde er vervolgens bilateraal overleg tussen de formateur en de onderhandelende partijen, waar door de nog steeds grote tegenstellingen tussen met name MR en Vooruit weinig tastbare vooruitgang kon worden geboekt richting een deelakkoord over de hervormingen en de centen. Intussen groeide bij Vooruit, CD&V en Les Engagés, de linksere partijen aan tafel, het ongenoegen over de werkmethode van de formateur, die aan de hand van een budgettaire tabel de concrete budgetten voor de saneringen en de opbrengsten van de hervormingen wilde bepalen. De drie partijen vonden dat er niet voldoende heldere maatregelen gekoppeld waren aan die budgetten en vreesden niet genoeg marge te hebben om de inhoud te kunnen wegen, terwijl dit er volgens hun rechtse tegenpolen N-VA en MR toe kon leiden dat de vooropgestelde hervormingen te veel zouden worden afgezwakt. Tezelfdertijd riepen Vooruit, CD&V en Les Engagés om dieper in de sociaal-economische teksten te duiken alvorens een budgettair kader af te kloppen.
Op 9 december werd opnieuw bilateraal overleg gevoerd tussen de formateur en de Arizona-partijen over de sociaal-economische hervormingen en het budgettaire kader, waarbij aan de partijen nieuwe budgettaire tabellen werden meegegeven. De dag nadien werd plenair onderhandeld tussen de vijf Arizona-partijen, waarbij De Wever een nieuw budgettair kader op tafel legde om tegemoet te komen aan de verzuchtingen van Vooruit, CD&V, Les Engagés over zijn werkmethode. Hierbij kwamen de Arizona-partijen overeen om in gezamenlijke onderhandelingen met de vijf partijen de sociaal-economische teksten dieper uit te werken, waarbij de meest recente begrotingstabellen zouden worden gebruikt als leidraad voor het bereiken van een nieuw budgettair kader. Na afloop van deze vergadering werd de opdracht van De Wever als formateur nogmaals verlengd, ditmaal tot vrijdag 20 december. Van donderdag 12 december tot zondag 15 december werden de inhoudelijke onderhandelingen over de thema's arbeidsmarkt, pensioenen en fiscaliteit tussen de partijvoorzitters en centrale onderhandelaars aangevat. Afwisselend werden andere thema's verder besproken, zoals veiligheid en gezondheidszorg. Van 16 december tot 19 december bogen de onderhandelaars zich over de resultaten van de thematische werkgroepen en het afhandelen van de overgebleven knelpunten van deze domeinen. De dag nadien, op vrijdag 20 december, werd de formateursopdracht van De Wever door de koning opnieuw verlengd, tot 7 januari 2025. Vervolgens werd dezelfde dag nog verder onderhandeld over het thema fiscaliteit, hetgeen echter vastliep door hoogoplopende discussies tussen de onderhandelaars. In het weekend van 21 en 22 december werden daarom geen vergaderingen georganiseerd. Op 23 december kwam er een nieuwe sociaal-economische nota, een zogeheten hervormingsnota, op tafel te liggen, die door de vijf Arizona-partijen voor een eerste maal werd doorgenomen. Na een onderhandelingspauze van twee dagen ter gelegenheid van de kerstdagen, waren er op 26 en 27 december technische sessies met experts van de verschillende partijen. Op 28 december werden in bilaterale gesprekken met de vijf partijen afzonderlijk de ingediende amendementen op de hervormingsnota besproken en op 29 december volgde gezamenlijk overleg om een stand van zaken op te maken. Nadien werd opnieuw overgegaan tot technische vergaderingen, om daarna het tempo in de onderhandelingen op te voeren. Vanaf donderdag 2 januari 2025 zaten de centrale onderhandelaars van de Arizona-partijen samen over de begroting en de sociaal-economische hervormingen, van 2 tot 4 januari en op 6 januari over arbeidsmarkt en op 6 en 7 januari over fiscaliteit. 
Na de besprekingen van 7 januari werd de opdracht van de formateur eens te meer verlengd, tot 31 januari 2025, de deadline die de onderhandelaars hadden vooropgesteld om te landen met de Arizona-formule. Omdat er nog heel wat voorbereidend werk nodig was om op het vlak van fiscaliteit technisch een en ander uit te klaren, werd beslist om het domein fiscaliteit in de volgende dagen te laten behandelen in een technische werkgroep, terwijl de partijvoorzitters op 8 en 9 januari begonnen met de onderhandelingen over pensioenen. Een dag later beëindigde de technische werkgroep rond fiscaliteit haar werkzaamheden. Daarna werd dit onderwerp op 12, 13 en 14 januari verder behandeld door de partijvoorzitters. Op die laatste dag werden eveneens de resterende knelpunten van de overige thema's verder behandeld, waarmee op 16, 17, 20 en 22 en 23 januari werd doorgegaan. Tussentijds bespraken de partijvoorzitters op 18 en 21 januari het luik institutionele zaken en de werking van de instellingen en op 19 januari begonnen de eerste bilaterale onderhandelingen over de sociaal-economische hervormingsnota die De Wever na de eerdere onderhandelingen over arbeidsmarkt, fiscaliteit en pensioenen had bijgewerkt en op 17 januari had toegelicht aan de Arizona-partijen. 
Op vrijdag 24 januari ontving De Wever de voorzitters van Vooruit, CD&V en Les Engagés voor verdere bilaterale besprekingen van de hervormingsnota en op zaterdag 25 januari volgde een onderhoud hierover met de voorzitter van de MR. Op die laatste dag uitte het partijbureau van Vooruit zijn bezorgdheid over de geplande hervorming van de automatische loonindexering en de mogelijke negatieve gevolgen ervan op de koopkracht van de bevolking en werd een  bijsturing gevraagd. Hierdoor werd beslist om op zondag 26 januari een tweede ronde bilaterale gesprekken te houden met de verschillende partijen afzonderlijk. Op 27 en 28 januari bogen de vijf Arizona-partijen zich over de laatste vijftig knelpunten in de overige beleidsthema's (energie, klimaat, economie, mobiliteit, bestuurszaken, volksgezondheid, asiel en migratie, veiligheid en defensie), om die zoveel mogelijk weg te werken. Op woensdag 29 januari gingen de onderhandelaars van N-VA, MR, Les Engagés, CD&V en Vooruit in conclaaf in de Koninklijke Militaire School van Brussel om gedurende drie dagen en twee nachten een akkoord proberen te bereiken over begroting, arbeidsmarkt, fiscaliteit en pensioenen en de overgebleven knelpunten van de andere thema's.
Na moeizame onderhandelingen bereikten de vijf partijen op de avond van vrijdag 31 januari 2025 een akkoord over het globale regeerakkoord. Vervolgens werd de opdracht voor Bart De Wevers als formateur nog een laatste keer verlengd door de koning, tot aan de installatie van de nieuwe regering. In de uren nadien kwamen N-VA, MR, Les Engagés, Vooruit en CD&V opnieuw bijeen voor de verdeling van de ministerposten, waarover in de avond van 1 februari verder werd onderhandeld en een overeenkomst werd bereikt. Op 1 en 2 februari kwamen ledencongressen van respectievelijk Vooruit en N-VA, MR, CD&V en Les Engagés bijeen om groen licht te krijgen voor regeringsdeelname, hetgeen alle partijen met een ruime meerderheid deden. De regering-De Wever werd samengesteld uit vijftien ministers: acht Nederlandstaligen (vier voor N-VA en elk twee voor Vooruit en CD&V) en zeven Franstaligen (vier voor MR en drie voor Les Engagés). Deze ministers legden op maandag 3 februari 2025 de eed af in handen van de koning. Een dag nadien las de premier in de Kamer de regeerverklaring voor, waarna de regering op 7 februari 2025 het vertrouwen kreeg van het parlement.
De vijf Arizona-partijen kwamen deze zaken overeen:
- Het begrotingstekort saneren voor twee derde via structurele sociaal-economische hervormingen en voor een derde via vermindering van de uitgaven en extra inkomsten.
- Afbouwen van subsidies en grotere focus op kerntaken.
- Invoering van een 'solidariteitsbijdrage' in de vorm van een meerwaardebelasting van 10 procent op aandelen, met een uitzondering voor kleine beleggers.
- Opvoering van de strijd tegen fiscale en sociale fraude.
- Vereenvoudiging en vermindering van taksen voor bedrijven en zelfstandigen en de vereenvoudiging van de algemene fiscaliteit door gunstige stelsels en aftrekposten af te bouwen of onaantrekkelijker te maken.
- Handhaving van de automatische loonindexering en de loonnormwet.
- Het versoepelen van het aantal effectief gewerkte jaren voor werknemers die in aanmerking komen voor vervroegd pensioen.
- Het terugschroeven van gelijkgestelde periodes in de pensioenberekening, waarbij langdurige werkloosheid en brugpensioen niet meer meetellen als gewerkte tijd.
- De uitdoving van gunstregimes voor vroeger pensioen bij politie, spoorwegen en militairen en de terugschroeving van de voordeligere berekening van ambtenarenpensioenen ten opzichte van de pensioenen van werknemers.
- Invoering van een bonus-malussysteem in de pensioenen om langer werken te stimuleren en het aantal effectief gewerkte jaren meer laten meetellen in de pensioenberekening.
- Inzetten op sterkere aanvullende pensioenen.
- Optrekken van de werkzaamheidsgraad van de actieve bevolking tot 80 procent.
- Inperking van de werkloosheidsuitkering tot twee jaar, met een uitzondering voor 55-plussers, en een plafonnering van voordelen voor ontvangers van sociale bijstand
- Stimuleren van werkbaar werk om werknemers langer aan de slag te houden en versterkt inzetten op re-integratie van langdurig zieken.
- Modernisering van het arbeidsrecht, modernisering van het sociaal overleg tussen werknemers en werkgevers en flexibeler maken van de arbeidsmarkt.
- Omvorming van ouderschapsverlof tot familiekrediet.
- Versoepeling van nachtarbeid en openingsuren van handelszaken en administratieve vereenvoudiging voor bedrijven en zelfstandigen.
- Hervorming van de ziekenhuisfinanciering, verstrenging van de regels rond ereloonsupplementen en uitbreiding van de derdebetalersregeling (waarbij alleen remgeld wordt betaald) naar alle zorgberoepen.
- Voorbereiding van een staatshervorming met het oog op een efficiëntere staatsstructuur, uitgevoerd door de eerste minister.
- Samenwerking tussen het federale niveau en de deelstaten stimuleren om een coherent beleid te voeren in overlappende bevoegdheden als arbeidsmarkt, gezondheidszorg, mobiliteit en buitenlands beleid.
- Afschaffing van de Senaat, besparingen op uittredingsvergoedingen van parlementsleden en bevriezing van de partijdotaties.
- Fusie van de zes Brusselse politiezones
- Stijging van de btw op steenkool en fossiele verbrandingsketels en verlaging van de btw op warmtepompen om de energietransitie te stimuleren en invoering van een belasting op vliegtuigtickets.
- Schrapping van de wet op de kernuitstap, de levensduur van de jongste kerncentrales met 20 jaar verlengen en de bouw van nieuwe kerncentrales onderzoeken.
- Inperken van de instroom van asielzoekers door de asiel- en opvangregels en de regels rond gezinshereniging te verstrengen, asieldiensten versterken om de uitstroom van afgewezen asielzoekers te verhogen en het mogelijk maken van woonstbetredingen om illegalen op te pakken die een uitwijzingsbevel hebben gekregen of een gevaar vormen voor de openbare orde.
- Invoering van tijdelijke grenscontroles bij migratiecrisissen of in het kader van ernstige bedreigingen van de openbare orde en de nationale veiligheid.
- Invoering van een burgerschapstest en taaltest om de Belgische nationaliteit te verwerven en beperking van het recht sociale bijstand tot nieuwkomers die vijf jaar wettig in België verblijven.
- Optrekking van de uitgaven voor defensie tot de NAVO-norm van 2 procent van het bruto binnenlands product en investeringen in luchtafweer, cyberveiligheid en extra militair materieel en invoering van een vrijwillige militaire dienst voor jongeren.
- Extra geld voor veiligheidsdepartementen als politie en justitie om de kerntaken volwaardig te kunnen uitoefenen.
- Verlenging van de abortustermijn en uitbreiding van euthanasie bij dementie.

## Vlaamse regering
De Vlaamse regering-Jambon, een centrumrechtse regering van N-VA, CD&V en Open Vld, de drie partijen die sinds 2014 Vlaanderen bestuurden, viel terug van 70 naar 56 zetels. N-VA (31 zetels) en CD&V (16 zetels) leden licht verlies (4 respectievelijk 3 zetels), terwijl Open Vld haast halveerde (van 16 naar 9 zetels). Aan oppositiezijde moest Groen vijf zetels inleveren (van 14 naar 9), terwijl de andere belangrijke oppositiepartijen Vlaams Belang (31 zetels) en Vooruit (18 zetels) en PVDA (9 zetels) met respectievelijk acht, vijf en nog eens vijf zetels stevige winst boekten. 
De Vlaams-nationalistische partijen N-VA en Vlaams Belang behaalden 62 van de 124 zetels, waardoor een coalitie tussen beide partijen, waarover lang werd gespeculeerd, onmogelijk werd. Daarom werd een coalitie met N-VA, CD&V en Vooruit de meest waarschijnlijke optie. De partij Open Vld gaf onmiddellijk aan te kiezen voor de oppositie en niemand wilde samenwerken met Vlaams Belang en PVDA. Daarnaast leek het moeilijk om een regering te vormen met N-VA en Groen, door de grote politieke verschillen tussen deze partijen.

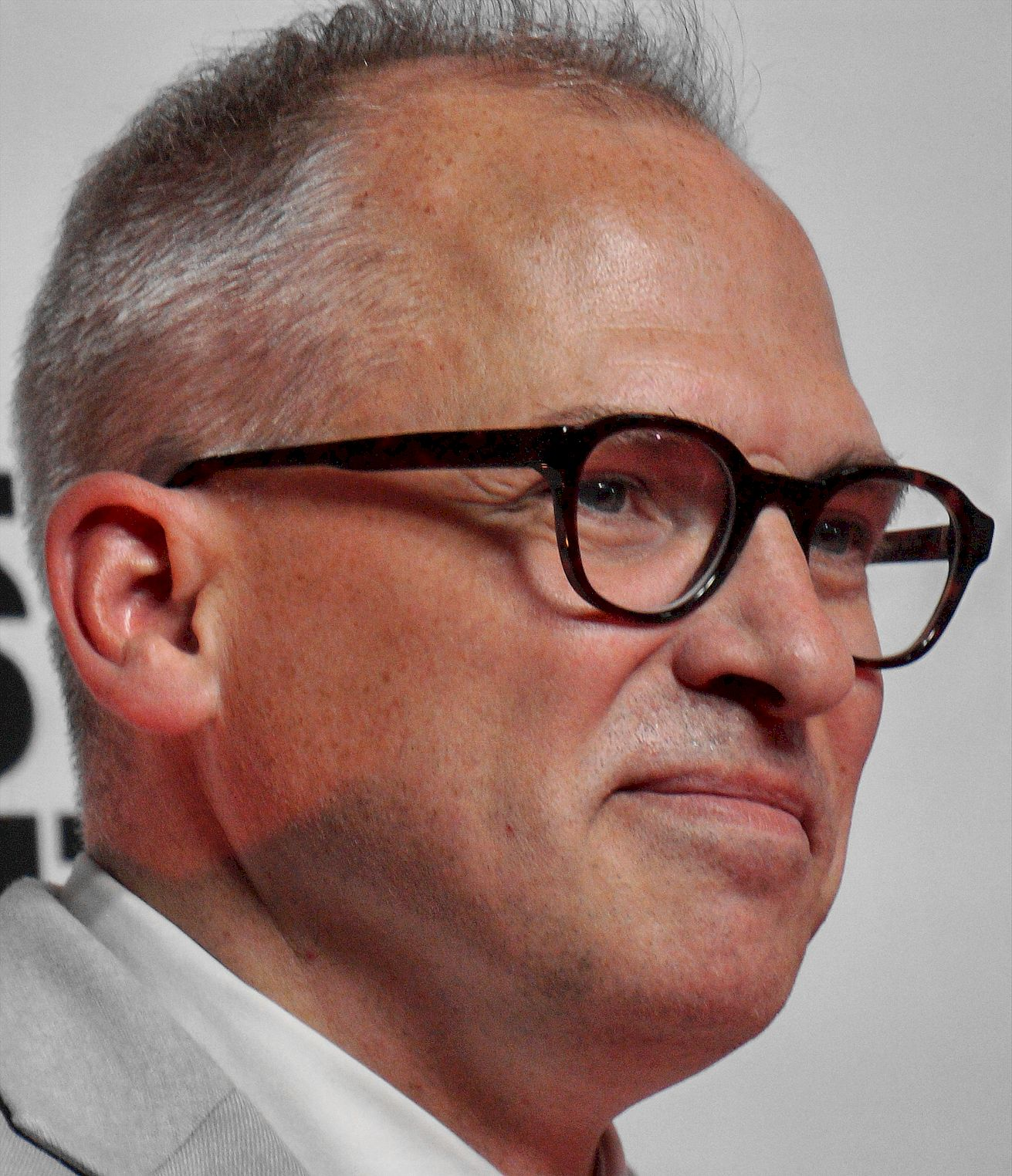
Nadat CD&V en Vooruit instemden met volwaardige onderhandelingen met N-VA, werd Matthias Diependaele aangesteld als Vlaams formateur om deze onderhandelingen in goede banen te leiden. Na het sluiten van het regeerakkoord werd hij op 30 september 2024 ingezworen als minister-president.

De N-VA kreeg als grootste Vlaamse partij het initiatief om een regering te vormen. Op dinsdag 11 en woensdag 12 juni ontving voorzitter Bart De Wever alle partijvoorzitters, in rangorde volgens grootte, voor verkennende gesprekken: op 11 juni waren dat Tom Van Grieken (Vlaams Belang), Melissa Depraetere (Vooruit), Sammy Mahdi (CD&V) en Tom Ongena (Open Vld), op 12 juni werden Raoul Hedebouw (PVDA) en Nadia Naji en Jeremie Vaneeckhout (Groen) ontvangen. Op 14 juni voerde De Wever een gezamenlijke verkennende bespreking met Sammy Mahdi en Melissa Depraetere, waarna hij begon met het opstellen van een startnota die de basis moest vormen voor regeringsonderhandelingen. Deze nota legde de Vlaamse informateur op 18 juni voor aan de twee voorzitters. Zij kregen vervolgens de gelegenheid om amendementen in te dienen.
Op 19 juni werd door CD&V en Vooruit het licht op groen gezet om volwaardige onderhandelingen op te starten voor de vorming van een Vlaamse regering. Hiermee was de informatie-opdracht van N-VA-voorzitter De Wever op Vlaams niveau voltooid. De leiding over de onderhandelingen werd nu overgedragen aan een formateur, uittredend Vlaams minister van Begroting, Financiën en Wonen Matthias Diependaele (N-VA), die deze onderhandelingen in goede banen moest leiden. In navolging hiervan stelden de deelnemende partijen hun delegaties voor de onderhandelingen samen:
- Voor N-VA traden naast Diependaele de uittredende Vlaamse ministers Ben Weyts en Zuhal Demir en Vlaams Parlementslid Annick De Ridder aan.
- Voor CD&V werden voorzitter Mahdi en de uittredende Vlaamse ministers Hilde Crevits en Jo Brouns afgevaardigd.
- Voor Vooruit werden voorzitter Depraetere, voormalig voorzitter Conner Rousseau en ontslagnemend federaal minister Caroline Gennez in het veld gestuurd.

Op vrijdag 21 juni 2024 kwamen de centrale onderhandelaars voor het eerst samen om zich te buigen over de budgettaire contouren waarbinnen de toekomstige regering zou moeten werken. Vanaf 27 juni werd vergaderd in 19 verschillende werkgroepen met maximaal vijf onderhandelaars per partij, om het regeerakkoord op verschillende domeinen tot in detail uit te werken. Hiertoe werden door onderhandelaars binnen N-VA per beleidsdomein voorbereidende nota's opgemaakt.
Parallel hiermee hield formateur Diependaele consultaties met het maatschappelijk middenveld, die hij samen met Mahdi en Depraetere zou voeren. Van maandag 24 juni tot donderdag 4 juli ontving het trio vertegenwoordigers van de vakbonden, werkgeversorganisaties en middenveldorganisaties als de Boerenbond, Natuurpunt en de Gezinsbond. Op dinsdag 9 juli 2024 kwamen de centrale onderhandelaars weer samen om een stand van zaken op te maken van de onderhandelingen in de werkgroepen. Vanaf 15 juli 2024 werd beslist om de centrale werkgroep elke maandag te laten bijeenkomen om een tussentijdse balans op te maken van de vorderingen in de thematische werkgroepen.
Op woensdag 31 juli 2024 hadden alle thematische werkgroepen hun voorbereidende werkzaamheden afgerond, waarna de centrale onderhandelaars zich nog moesten buigen over de moeilijkste dossiers en de knelpunten. Vooraleer daartoe over te gaan, werd tot 12 augustus een rustpauze ingelast. Op 12 augustus werden de slotteksten van de werkgroepen doorgestuurd verstuurd naar CD&V en Vooruit, die vervolgens een dag de tijd kregen om zich intern te beraden over de conclusies van de werkgroepen.  Op 13 augustus kwamen de centrale onderhandelaars vervolgens samen om de agenda voor de onderhandelingen in de komende dagen en weken vast te leggen. Tezelfdertijd werden op 13 en 14 augustus bilaterale gesprekken gehouden om de begrotingstabellen te overlopen. Vanaf vrijdag 16 augustus werd er ten gronde onderhandeld om de eerste grote knopen door te hakken. Hierbij werd zes dagen op zeven vergaderd, behalve op zondag. Zo verliepen de onderhandelingen over de knelpunten:
- Op 16 augustus werden economie, sport en justitie afgehandeld.[28]
- Op 17 augustus ging het over Brussel en Vlaamse Rand, gelijke kansen en integratie.
- Op 19 augustus werden omgeving, met het beladen stikstofdossier, en bestuurszaken aangesneden.
- Op 20 augustus was het de beurt aan onderwijs.[29]
- Na een dag pauze zaten de onderhandelaars op 22 augustus samen over welzijn, armoede en dierenwelzijn.
- Op 23 augustus werd begonnen met de thema's binnenlands bestuur, buitenlands beleid, mobiliteit en openbare werken.
- Op 24 augustus zaten de onderhandelaars samen over wonen, landbouw, cultuur, jeugd, media en onroerend erfgoed.
- Op 26 augustus stonden werk, sociale economie, toerisme en buitenlandse zaken op het programma.
- Op 27 augustus werden nog klimaat en energie en begroting aangesneden.

Vanaf woensdag 28 augustus werden de onderhandelingen tijdelijk gestaakt en startte Diependaele met een opstellen van een zogeheten 'landingsnota', die een aanzet voor het regeerakkoord moest vormen. Deze nota bestond uit drie luiken: de conclusies van de onderhandelingen van de voorbije twee weken, een geüpdatete versie van de begrotingstabellen en compromisvoorstellen voor de resterende knelpunten die nog op tafel lagen. Op maandag 2 september legde de formateur zijn landingsnota voor in bilaterale gesprekken met Vooruit en CD&V. Deze oordeelden de dag nadien echter dat er grondige bijsturingen dienden te gebeuren vooraleer er sprake kon zijn van verdere onderhandelingen.
Op donderdag 5 september stelde Diependaele zijn herwerkte nota voor in afzonderlijke gesprekken met CD&V en Vooruit, die echter nog steeds van oordeel waren dat er onvoldoende op tafel lag om tot de volgende fase van de onderhandelingen over te gaan. Enkele dagen later, op maandag 9 september, toetste de formateur bij zijn eigen partij N-VA zijn ultieme voorstellen rond de landingsnota af, waarna hij die de dag nadien voorschotelde aan Vooruit en CD&V. Vervolgens voerden beide partijen intern overleg over de ultieme nota. Op basis daarvan besloot CD&V de nota af te wijzen, omdat er volgens de partij niet genoeg investeringen gingen naar welzijnsthema's als kinderopvang en ouderenzorg en er niet genoeg aandacht ging naar landelijke gemeenten, een strijdpunt van CD&V. Ook Vooruit gaf op 11 september aan dat er nog werkpunten waren aan de nota, maar riep op tot extra overleg met de drie partijen samen, om te bekijken hoe er verder kon worden onderhandeld.
Op 12 september riep formateur Diependaele de onderhandelaars van N-VA, CD&V en Vooruit bijeen. Hierbij bevestigden de drie partijen hun engagement om samen een regering te vormen en werd overlopen welke knelpunten er nog tafel lagen, waarna vanaf zaterdag 14 september dagelijks werd onderhandeld om de overige knelpunten weg te werken. Na zes dagen onderhandelen kwamen de onderhandelaars op vrijdag 20 september en zondag 22 september zowel bilateraal als in gezamenlijk overleg bijeen om te discussiëren over de begrotingstabellen en de financiële middelen die besteed konden worden om de laatste knelpunten te kunnen afhandelen. In de nacht van 22 op 23 september bereikten de drie partijen een princiepsakkoord over het budgettaire kader van de toekomstige regering, nadien begonnen op dinsdag 24 september de onderhandelingen over de laatste vijftien inhoudelijke knelpunten die nog op tafel lagen. Op zaterdag 28 september om 5 uur in de ochtend werd een definitieve overeenkomst bereikt over die laatste knelpunten, waarmee het regeerakkoord was voltooid.
N-VA, Vooruit, CD&V kwamen volgende zaken overeen:
- Extra investeringen in het openbaar vervoer en infrastructuurwerken, betere financiering van landelijke gemeenten, meer middelen voor onderwijs en welzijn, onder andere om de kwaliteit van het onderwijs op te krikken, de wachtlijsten in de zorg weg te werken en de kinderopvang en ouderenzorg te versterken, en het volledig indexeren van de kinderbijslag.
- Een begroting in evenwicht tegen 2027.
- Verlaging van de erfbelasting en registratierechten voor eerste woningen, invoering van de verkeersbelasting voor elektrische wagens, prijsverhoging van de dienstencheques, afschaffing van de jobbonus en snoeien in inefficiënte subsidies.
- Versterken van de productiviteit en de concurrentiekracht van de economie, steun aan strategische sectoren met veel toekomstpotentieel, extra investeringen in onderzoek en ontwikkeling en het aanklampender activeren van werkzoekenden en langdurig zieken om een werkzaamheidsgraad van 80 procent te bereiken.
- Een afzwakking van de renovatieplicht voor aangekochte woningen met een groot energieverbruik.
- Het aankopen van landbouwgrond door de overheid beperken en het herzien van de criteria rond stikstofuitstoot voor het toekennen van vergunningen aan landbouwers.
- Het behoud van de provincies en de afschaffing van de opkomstplicht bij de lokale verkiezingen.[34]

Het regeerakkoord kreeg de titel "Samen werken aan een warm en welvarend Vlaanderen". In de namiddag van 28 september kwamen toekomstig minister-president Matthias Diependaele en de partijvoorzitters van N-VA, Vooruit en CD&V samen om de bevoegdheden en de ministerposten te verdelen. Hierbij werd afgesproken dat N-VA vijf ministers, Vooruit twee ministers en de voorzitter van het Vlaams Parlement en CD&V eveneens twee ministers mocht aanduiden. Van de negen aangeduide ministers waren er zes vrouw, waardoor de toekomstige Vlaamse regering de meest vrouwelijke ooit werd. Dezelfde dag nog stemde een ledencongres van Vooruit met een grote meerderheid in met regeringsdeelname; op zondag 29 september keurden ook toetredingscongressen van N-VA en CD&V deelname aan de regering-Diependaele goed. Op 30 september legden de negen ministers de eed af in het Vlaams Parlement, waarna minister-president Matthias Diependaele tevens werd beëdigd door de koning. Vervolgens las hij in het Vlaams Parlement de regeerverklaring voor, de zogenaamde Septemberverklaring.

## Waalse regering en Franse Gemeenschapsregering

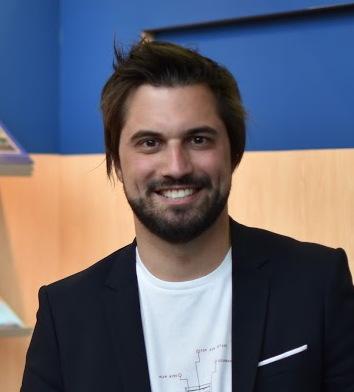
Georges-Louis Bouchez, de partijvoorzitter van MR, kondigde twee dagen na de verkiezingen aan om met Maxime Prévot, zijn collega van Les Engagés, de onderhandelingen voor de vorming van een Waalse en Franse Gemeenschapsregering op te starten.

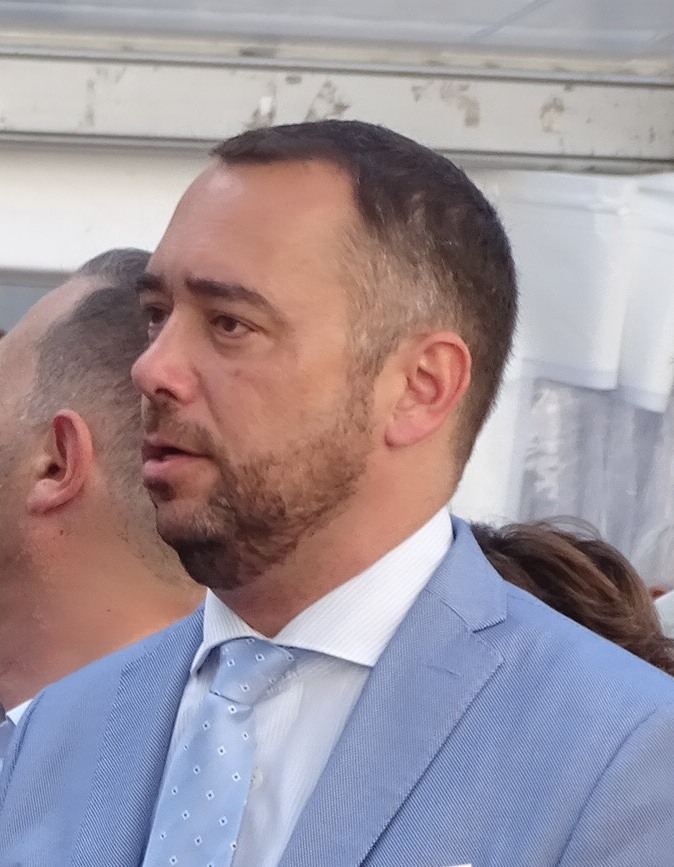
Maxime Prévot, partijvoorzitter van Les Engagés. De partij vormde met de MR een as om samen in de federale en Brusselse gewestregering te stappen.

De Waalse regering-Di Rupo III en de Franse Gemeenschapsregering-Jeholet waren paars-groene coalities van de socialistische PS, de liberale MR en Ecolo. De PS viel licht terug, maar verloor haar positie van grootste partij aan de liberale MR, dat forse winst boekte. De derde coalitiepartner Ecolo leed dan weer een zware nederlaag. De tweede grote winnaar van de verkiezingen was de centrumpartij Les Engagés, dat er ook sterk op vooruitging, en samen met de MR over een meerderheid beschikte.
Daags na de verkiezingen verklaarde de PS bij monde van de voorzitter Paul Magnette te kiezen voor de oppositie. Op die manier werd duidelijk dat de MR en Les Engagés samen de regeringen in Franstalig België moesten vormen. Op dinsdag 11 juni kondigden MR-voorzitter Bouchez en voorzitter van Les Engagés Prévot aan in een persconferentie dat de twee partijen onderhandelingen voor de Waalse en de Franse Gemeenschapsregering zouden opstarten en zich tegelijkertijd een as vormden om samen in de federale en de Brusselse Gewestregering te stappen.. Twee dagen na de verkiezingen ging de formatie in Franstalig België van start.
Op maandag 17 juni vatten Bouchez en Prévot de onderhandelingen aan door tot en met donderdag 27 juni overleg te plegen met middenveldorganisaties, zoals de werkgeversorganisaties en vakbonden en andere maatschappelijke spelers op het vlak van economie, sociale zaken, gezondheid, sport, cultuur, landbouw en andere domeinen. Tezelfdertijd gingen werkgroepen aan de slag om de inhoudelijke onderhandelingen te voeren.
Op donderdag 11 juli bereikten MR en Les Engagés een regeerakkoord over de Waalse Gewest- en de Franse Gemeenschapsregering. De partijen wilden onder andere werk maken van een efficiëntere en vereenvoudigde overheid met een vermindering van het aantal ministers en kabinetsmedewerkers en de afschaffing van de provincies, de invoering van een gouden regel om het hoge begrotingstekort onder controle te krijgen en de schuldgroei af te remmen, het verminderen van de belastingen, het voeren van een ambitieuze industriële politiek en het doorvoeren van een relanceplan om de sociaal-economische en ecologische heropleving van Wallonië te faciliteren. Op zaterdag 13 juli stemden partijcongressen van MR en Les Engagés in met regeringsdeelname.
Een dag later werden de ministerposten verdeeld. Er werden tien ministers aangesteld (zes voor MR en vier voor Les Engagés), gespreid over de Gewestregering en de Gemeenschapsregering. Vier daarvan (Jacqueline Galant en Adrien Dolimont van de MR en Yves Coppieters en Valérie Lescrenier van Les Engagés) werden minister in beide regeringen. De Waalse Gewestregering kwam onder leiding te staan van uittredend Waals minister van Begroting Adrien Dolimont (MR) en telde acht ministers: vijf voor de MR en drie voor Les Engagés. De leiding over de Franse Gemeenschapsregering, met drie ministers voor MR en drie voor Les Engagés, werd toegewezen aan Elisabeth Degryse (Les Engagés), Kamerlid en voormalig ondervoorzitter van de Christelijke Mutualiteiten. De regering-Dolimont werd op 15 juli 2024 ingezworen, een dag later werd de regering-Degryse beëdigd.

## Brusselse Hoofdstedelijke Regering

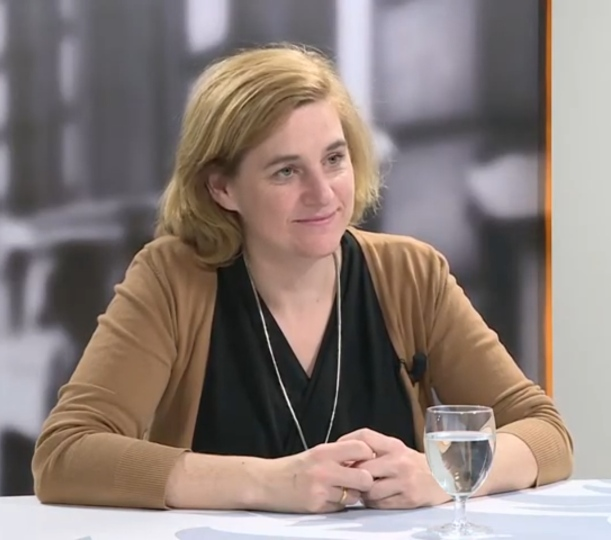
Elke Van den Brandt (Groen) nam als lijsttrekker van de grootste partij het initiatief voor de vorming van de Brusselse Hoofdstedelijke Regering langs Nederlandstalige zijde.

In het Brussels Hoofdstedelijk Gewest verloor de regering-Vervoort III, samengesteld uit de Franstalige partijen PS, Ecolo en het Fransgezinde links-liberale DéFI en de Nederlandstalige partijen Groen, Open Vld en Vooruit, in beide taalgroepen haar meerderheid. De PS, die met Rudi Vervoort de minister-president leverde, bleef stabiel en verloor een zetel (ze hield er nog 16 over), maar moest haar positie als grootste partij afstaan aan de liberale MR, dat na twintig jaar oppositie in Brussel forse winst boekte en van 13 naar 20 zetels sprong. Ecolo en DéFI leden dan weer een zware nederlaag en vielen terug van 15 zetels naar 7 en van 10 zetels naar 6. De derde grootste partij werd de radicaal-linkse partij PTB, dat vijf zetels meer behaalde dan in 2019 (15). Centrumpartij Les Engagés zag haar zetelaantal licht stijgen, van 6 naar 8. Aan Nederlandstalige kant bleef Groen met vier zetels de grootste, terwijl haar coalitiepartners Open Vld en Vooruit elk een zetel moesten inleveren (van 3 naar 2). Aan oppositiezijde was Team Fouad Ahidar, de partij van ex-Vooruit-politicus Fouad Ahidar, de grote winnaar door meteen drie zetels te halen. De andere partijen vielen ofwel een zetel terug (N-VA, van 3 naar 2), bleven stabiel (CD&V 1 en PVDA 1) of gingen een zetel vooruit (Vlaams Belang).
Aan Franstalige kant vormden MR en Les Engagés een as om samen in de regering te stappen, waarmee ze 28 van de 72 Franstalige zetels wisten te verzamelen. Omdat beide partijen niet met de PTB wilden samenwerken, waren er twee opties om een meerderheid te geraken: een samenwerking met de PS of een coalitie met Ecolo en DéFI. De PS had op de andere niveaus voor oppositie gekozen, maar sloot regeringsdeelname op Brussels niveau niet uit, op voorwaarde dat er stevige tegemoetkomingen aan hen werden gedaan. Hierdoor werd aan Franstalige kant een coalitie van MR, PS en Les Engagés de meest plausibele optie, omdat een coalitie met Ecolo en DéFI door hun forse nederlaag niet evident was.
Aan Nederlandstalige kant kreeg Groen-lijsttrekker Elke Van den Brandt het initiatiefrecht om de Brusselse regering te vormen. Vanaf 12 juni voerde ze consultaties met de andere partijen, behalve Vlaams Belang. Hier lagen de kaarten moeilijker. Een coalitie met de tweede grootste partij, Team Fouad Ahidar, behaalde geen meerderheid, waardoor beide partijen een derde partner nodig zouden hebben. Bovendien waren er op het vlak van mobiliteit en onverdoofd slachten moeilijk overbrugbare verschillen tussen Groen en Team Fouad Ahidar, terwijl verschillende Franstalige en Nederlandstalige partijen, MR, DéFI en Les Engagés en Open Vld en N-VA in het bijzonder, niet van samenwerking met Ahidar wilden weten, door de communautaristische standpunten die de partij innam ten aanzien van de moslimgemeenschap. Zonder Team Fouad Ahidar kan enkel een meerderheid van vier partijen op de been worden gebracht, terwijl de Nederlandstaligen in de Brusselse regering slechts recht hebben op twee ministers en een staatssecretaris en één partij dus geen vertegenwoordiging zou hebben in de regering. 
Als lijsttrekker van de grootste Franstalige partij nam David Leisterh (MR) het initiatief tot de vorming van de Brusselse Hoofdstedelijke Regering. Op 12 juni begon hij met verkennende gesprekken met vertegenwoordigers van de andere partijen (PTB uitgezonderd) en actoren uit het maatschappelijk middenveld. Op 20 juni ontving Leisterh ook Serge Dupont, de directeur van het Brusselse Agentschap van de Schuld, om zicht te krijgen op de budgettaire toestand van het Gewest. Op basis hiervan schreef Leisterh een budgettaire nota, die hij samen met een startnota in de week van 24 juni voorlegde aan Les Engagés en PS. Op 28 juni 2024 oordeelde de PS dat de nota geen basis kon vormen voor verdere onderhandelingen en drong de partij aan op een meer gedetailleerde nota met een duidelijk begrotingstraject en waarbij meer rekening werd gehouden met hun prioriteiten. Op 3 en 4 juli 2024 voerde Leisterh besprekingen met vertegenwoordigers uit het maatschappelijk middenveld, zoals ondernemersorganisaties, vertegenwoordigers van de sociale huisvestingssector, de Brusselse procureur-generaal Frédéric Van Leeuw, de secretaris-generaal van de Brusselse Kamer van Koophandel Beci, de Franstalige Orde van Architecten, verschillende instellingen van openbaar nut en de directeur van Beliris.
Aan Vlaamse zijde besloot Elke Van den Brandt op 26 juni om verdere gesprekken te voeren met Open Vld, Vooruit en CD&V en met deze partijen een akkoord te proberen sluiten, al zag CD&V nog geen basis om onderhandelingen op te starten. Vervolgens startte Van den Brandt informele gesprekken op met het middenveld, alsook bilaterale besprekingen met de beoogde coalitiepartners om het pad voor volwaardige regeringsonderhandelingen te effenen. Om het probleem rond de ministerposten op te lossen, stelde Van den Brandt voor om een bijkomende regeringscommissaris aan te stellen, die gelijkaardige politieke bevoegdheden als een minister zou krijgen, maar evenwel buiten de regering zou blijven.  De vierde beoogde coalitiepartner, CD&V, bleef echter sceptisch om met Groen, Open Vld en Vooruit een regering te vormen, omdat de partij vond dat ze niet genoeg duidelijke garanties kreeg dat er een ander regeringsbeleid mogelijk was.
Bij de Franstaligen werd intussen overgegaan tot zogeheten technische vooronderhandelingen tussen MR, PS en Les Engagés, om tot een nieuwe basisnota te komen die als grondslag voor volwaardige onderhandelingen kon dienen. Na deze vooronderhandelingen stemde het politiek bureau van de Brusselse PS er op 1 augustus mee in om onderhandelingen op te starten met MR en Les Engagés.
Op maandag 26 augustus 2024 werd voor het eerst vergaderd met de Franstalige en Nederlandstalige partijen die bereid waren om in de Brusselse regering te stappen om voorbereidende gesprekken over de begroting te voeren. Het ging hierbij om MR, PS en Les Engagés aan Franstalige kant en Groen, Open Vld en Vooruit aan Nederlandstalige kant. De vierde beoogde coalitiepartner aan Nederlandstalige kant, CD&V, werd ook uitgenodigd, maar de partij ging daar niet op in. Omdat er nog geen meerderheid aan Nederlandstalige kant ter beschikking was, konden de echte regeringsonderhandelingen nog niet van start gaan. Op 29 augustus kwamen dezelfde partijen nogmaals samen om de toestand en de evolutie van de begroting te analyseren en pistes te bekijken om de begroting in evenwicht te krijgen.
CD&V bleef vasthouden aan haar besluit om geen regering te vormen met Open Vld, Vooruit en Groen, omdat ze als kleinste Nederlandstalige partij onvoldoende zou kunnen wegen op het regeringsbeleid. Het Brusselse kopstuk Benjamin Dalle riep op om grotere partijen als N-VA en Team Fouad Ahidar bij de onderhandelingen te betrekken, hetgeen volgens hem tot dan toe onvoldoende was gebeurd. De Nederlandstalige formateur Van den Brandt gaf gehoor aan de oproep en ontbood op 30 augustus Cieltje Van Achter, Brussels kopvrouw van N-VA, en Fouad Ahidar, de leider van Team Fouad Ahidar. Op 4 september toonde N-VA zich bereid om aan tafel te schuiven bij de Nederlandstalige onderhandelingen, op voorwaarde dat er voldoende hervormingen kwamen om de begroting op orde te zetten en  er maatregelen werden genomen tegen de hoge werkloosheid in het gewest. Niettemin bleef onduidelijk welke partijen de Nederlandstalige meerderheid zouden gaan vormen.
Drie dagen eerder, op 1 september, kwamen MR, PS en Les Engagés overeen om via een stemming in het parlement de verstrenging van de emissienormen voor de lage-emissiezone met twee jaar uit te stellen, zonder daarover overleg te plegen met de Nederlandstalige partijen. De vertegenwoordigers van de Vlaamse partijen reageerde hier ontstemd op en spraken van een vertrouwensbreuk en een gesprek aan respect voor de Nederlandstalige partijen. Elke Van den Brandt eiste daarop staalharde garanties van de Franstalige onderhandelaars om niet meer eenzijdig beslissingen door te drukken en voerde daarover een gesprek met de Franstalige formateur David Leisterh. Daarnaast eiste ze de intrekking van het voorstel rond de emissienormen om het vertrouwen te herstellen, maar daar wilden de Franstalige onderhandelaars niet op ingaan. Toen daarbovenop gedreigd werd om andere voorstellen eveneens eenzijdig door te drukken, besloot Van den Brandt op 13 september de handdoek in de ring te gooien als formateur en niet langer op zoek te gaan naar een meerderheid langs Nederlandstalige kant.
Na het afhaken van Van den Brandt nam Fouad Ahidar (Team Fouad Ahidar) als kopman van de tweede grootste Nederlandstalige partij vanaf maandag 16 september 2024 de rol van bemiddelaar op zich om de onderhandelingen in de Nederlandse taalgroep recht te trekken. Hierbij ging hij vooral besprekingen voeren met Groen en Vooruit, met het oog op het vormen van een meerderheid bestaande uit deze partijen en Team Fouad Ahidar. Ook had Ahidar een gesprek met CD&V, terwijl N-VA en Open Vld weigerden om met hem aan tafel te gaan. Bij gebrek aan concrete resultaten besloot Fouad Ahidar op 4 oktober 2024 zijn bemiddelingspoging te staken. Vervolgens besliste Team Fouad Ahidar op 15 november in de oppositie te gaan.
Na de lokale verkiezingen van 13 oktober 2024 begon Elke Van den Brandt vanaf 16 oktober met het voeren van gesprekken met de Franstalige formateur David Leisterh om te zoeken naar manieren om het vertrouwen tussen de Nederlandstalige en Franstalige partijen te herstellen en een kader uit te werken voor de werking van de volgende regering, zodat de Nederlandstaligen voldoende garanties hadden om op het beleid te kunnen wegen. Ook werd gestart met aftastende gesprekken voor het vormen van een Nederlandstalige meerderheid met de partijen Groen, N-VA, Open Vld en Vooruit, waarbij ook werd onderzocht welke garanties de vierde coalitiepartner kon krijgen die buiten de regering zou blijven. In verband daarmee verklaarde Open Vld op 14 november akkoord te gaan met de toewijzing van een regeringscommissaris aan de partij, die bevoegd zou worden voor begroting en zo op het regeringsbeleid kon wegen. Zodoende zouden de drie Nederlandstalige ministerposten in de regering toekomen aan Groen, N-VA en Vooruit. Op 18 november 2024 verklaarde het partijbestuur van Groen zich bereid om deel te nemen aan een Brusselse regering met N-VA, op de strikte voorwaarde dat ze voldoende elementen uit hun programma inzake leefbaarheid, verkeersveiligheid en openbare ruimte konden realiseren. Struikelblok voor een regering met N-VA was echter dat de PS niet gewonnen was voor beleidsdeelname van de partij, vanwege de afkeer voor de communautaire voorstellen van N-VA rond het Brussels Gewest, zoals de afschaffing van het Beliris-fonds en de eenmaking van de Brusselse politiezones.
Ondanks die weerstand stelde formateur Elke Van den Brandt dezelfde dag nog een startnota voor aan Cieltje Van Achter, Frédéric De Gucht en Ans Persoons, de vertegenwoordigers van de beoogde coalitiepartners N-VA, Open Vld en Vooruit, die vervolgens de kans kregen om op 21 november opmerkingen te formuleren. Daarmee gingen de sjerpa's van de vier partijen aan de slag, waarna de onderhandelaars van de vier partijen op 25 november bijeenkwamen om ten gronde te onderhandelen. Op 28 november gingen Groen, N-VA, Open Vld en Vooruit akkoord om met de Franstalige partijen MR, PS en Les Engagés onderhandelingen op te starten voor de vorming van een Brusselse regering. Niettemin bleef de formatie in een impasse zitten, omdat de PS vasthield aan haar veto tegen een regering met N-VA. Enkele dagen later, op 2 december, besliste de PS de Brusselse regeringsonderhandelingen te verlaten, uit ontevredenheid met de institutionele voorstellen in het Nederlandstalige akkoord en de toevoeging van een regeringscommissaris aan de gewestregering.
In een poging om de formatie uit het slop te halen, startte David Leisterh op 3 december verkennende gesprekken op met zijn partij MR, Les Engagés, de Vlaamse partijen Groen, N-VA, Open Vld, Vooruit en CD&V en de Franstalige partijen Ecolo en DéFI. DéFI toonde zich bereid om verder te onderhandelen over een Brusselse regering, maar Ecolo hield vast aan haar eerdere beslissing om voor de oppositie te kiezen. Om de formatiegesprekken opnieuw op gang te krijgen, besloot Leisterh op 20 december ook de nationale voorzitters van de Franstalige partijen MR, PS, Les Engagés, Ecolo en DéFI uit te nodigen voor een nieuwe gespreksronde, om het federale niveau meer bij de onderhandelingen te betrekken. Op maandag 23 december vond het gezamenlijke overleg plaats, waarbij enkel MR en DéFI hun nationale voorzitter afvaardigden. Hierbij moest echter nogmaals geconstateerd worden dat de formatie totaal geblokkeerd bleef zitten.
In de weken erna bleef de impasse aanslepen. Eind januari 2025 stelde de Brusselse PS-voorzitter Ahmed Laaouej voor om artikel 35 van de Bijzondere Brusselwet in te roepen en de vijf ministers in de Brusselse Regering op voordracht van vijf parlementsleden via een stemming in het parlement aan te duiden, te beginnen met David Leisterh als minister-president. Dat voorstel werd echter onontvankelijk verklaard door de griffier van het Brussels Hoofdstedelijk Parlement, omdat de voordracht van de Brusselse ministers op basis van een meerderheid in beide taalgroepen moest gebeuren en dat was hier niet het geval. Ook Franstalig formateur David Leisterh wilde niet van dit scenario weten en ondernam via bilaterale gesprekken een ultieme poging om alsnog op de klassieke manier een Brusselse regering met een Franstalige en en een Nederlandstalige meerderheid op de been te krijgen. Op 9 februari 2025 ging Leisterh hiermee van start en voerde hij consultaties met alle Brusselse partijen die in aanmerking kwamen voor regeringsdeelname, op Vlaams Belang, PVDA-PTB en Team Fouad Ahidar na. Deze leverden evenmin een doorbraak op, waarop Leisterh op 21 februari 2025 besloot een stap opzij te zetten als formateur.
Na het ontslag van Leisterh kwam de PS als tweede grootste Franstalige partij in Brussel in aanmerking om het initiatiefrecht over te nemen, maar de partij weigerde door de ophef die was ontstaan rond de rol van de partij in de vastgelopen formatie. De Franstalige socialisten vond dat de formatie geleid moest worden door partijen die van iedereen het vertrouwen genoten om een antwoord te bieden op de politieke crisis. Daarop besliste Christophe De Beukelaer, de Brusselse voorzitter van de vierde grootste partij Les Engagés, om samen met de Nederlandstalige formateur Elke Van den Brandt van 24 tot 26 februari een informatieronde te houden met alle partijen in het Brussels Parlement (op Vlaams Belang na) om een oplossing te komen voor de regeringsvorming en voldoende democratische partijen rond de onderhandelingstafel te brengen met het oog op de vorming van een volwaardige Brusselse regering. Bij deze bilaterale gesprekken werden de meest dringende uitdagingen voor het Brussels Gewest besproken en de mogelijke pistes voor de vorming van een Brusselse regering geschetst. Op basis van de bevindingen van deze gesprekken besloten de informateurs vanaf donderdag 27 februari 2025 zogeheten multilaterale dialoogtafels op poten te zetten, waarbij verschillende partijen aan elkaar gekoppeld werden om de spanning te verminderen rond thema's en standpunten die door bepaalde betrokkenen als verdelend of problematisch werden beschouwd. Hierbij vond onder meer een ontmoeting plaats tussen Cieltje Van Achter (N-VA) en Ahmed Laaouej (PS). Op woensdag 12 maart 2025 schakelden de informateurs over op een nieuwe reeks bilaterale gesprekken met alle partijen buiten Vlaams Belang, hetgeen moest bepalen welke partijen verder betrokken zouden worden bij de onderhandelingen.
Na afloop hiervan kwamen de informateurs op 14 maart met de conclusie dat een coalitie met aan Franstalige kant MR, PS en Les Engagés en aan Nederlandstalige kant Groen, Open Vld, Vooruit en CD&V de enige werkbare optie was om een Brusselse regering te vormen en N-VA naar de oppositie moest worden verwezen. Van den Brandt en De Beukelaer besloten die zeven partijen op maandag 17 maart bijeen te roepen voor een vergadering waarop zij kleur dienden te bekennen of ze verder wilden gaan met deze coalitie. Open Vld ging echter niet akkoord met de voorgestelde coalitie en wilde verdergaan met de samenwerking met N-VA, terwijl MR en Vooruit wel wilden verder onderhandelen op voorwaarde dat er een unanieme consensus bestond onder alle partijen. Op de vervolgvergadering op 19 maart stuurde Open Vld haar kat, omdat verdere onderhandelingen volgens de partij voorlopig weinig zin hadden. De zes andere partijen tekenden wel present. Omdat zij echter niet over een meerderheid in beide taalgroepen beschikten, werd beslist om voorlopig niet door te gaan met de regeringsvorming. Wel werd er op maandag 24 maart met de zeven betrokken partijen een nieuwe vergadering ingelast om zich te buigen over de bevindingen van een stuurgroep die zich boog over de aanpak van de nijpende budgettaire situatie van het Brussels Gewest. Hierbij werd aan begrotingsminister Sven Gatz verzocht om met een begrotingsvoorstel te komen dat een dreigende verlaging van de obligatierating (waardoor het al noodlijdende gewest aan hogere rentevoeten zou moeten lenen) en het verdere oplopen van het begrotingstekort diende te vermijden en via het parlement zou worden goedgekeurd. Op 28 maart 2025 kwamen de zeven partijen nogmaals samen voor een vergadering met het Brusselse Agentschap van de Schuld om extra duiding te krijgen rond de precaire overheidsfinanciën van het Brussels Gewest.
Na afloop van deze vergadering liet Open Vld-onderhandelaar Frédéric De Gucht weten dat zijn partij niet langer wilde verder onderhandelen met de zes andere partijen, omdat Open Vld nog steeds de voorkeur gaf aan een Nederlandstalige meerderheid met N-VA. Hierdoor liep de regeringsvorming alweer vast. In een zoveelste poging om uit de impasse te raken lanceerde de MR als grootste partij in het Brussels Gewest het compromisvoorstel om N-VA buiten de regering te houden, maar de partij wel een regeringscommissaris toe te kennen. Op maandag 31 maart bleek dit voorstel voor zes van de zeven partijen aanvaardbaar, behalve voor de PS, die vasthield aan haar weigering om met N-VA samen te werken. Dezelfde dag opperde de partij DéFI, die niet deel uitmaakte van de onderhandelingen, een andere uitweg voor de vastgelopen formatie, waarbij een Brusselse regering zou worden gevormd zonder PS en N-VA en een achtpartijencoalitie zou worden gesmeed met MR, Les Engagés, Ecolo en DéFI aan Franstalige kant en Groen, Open Vld, Vooruit en CD&V aan Nederlandstalige kant. MR-voorzitter Georges-Louis Bouchez besloot vanaf 1 april 2025 echter een poging te doen om een minderheidsregering in elkaar te boksen met MR en Les Engagés aan Franstalige kant en Groen, Open Vld, Vooruit en N-VA langs Nederlandstalige kant, die slechts zou terugvallen op 39 (en later 38) van de 89 zetels. Om aan een meerderheid te raken wilde Bouchez een beroep doen op de partij DéFI en een aantal onafhankelijke of dissidente stemmen, al was daar bij DéFI en de andere Franstalige partijen weinig animo voor.
Op 1 mei 2025 besloot de MR het over een andere boeg te gooien om de regeringsonderhandelingen nieuw leven in te blazen. De Brusselse kopman David Leisterh wilde op basis van advies van experten, het Rekenhof en de Raad van State en in overleg met andere partijen aan een beleidsverklaring sleutelen die zou inzetten op veiligheid en tewerkstelling, de aanpak van de bloedrode begroting en overheidsschulden en de afvoering van het mobiliteitsplan Good Move. Op basis van die verklaring probeerde de partij een parlementaire meerderheid te vinden die zich rond een regering kon verzamelen. Op woensdag 28 mei stelde Leisterh de beleidsverklaring voor waarmee zijn partij MR de regeringsonderhandelingen nieuw leven wilde inblazen en werd de tekst doorgestuurd naar alle partijen in het Brussels Parlement, uitgezonderd PVDA-PTB, Team Fouad Ahidar, Vlaams Belang. Deze partijen kregen tot maandag 2 juni de tijd om het document te beoordelen en een antwoord te formuleren, waarbij vooral de groenen kritiek hadden op de inhoud. Op die dag nodigde MR de Franstalige partijen Les Engagés, Ecolo en DéFI en de Nederlandstalige partijen Groen, N-VA, Open Vld, Vooruit en CD&V uit om op vrijdag 6 juni een nieuwe formatiemethode uit te stippelen. Ecolo en DéFI weigerden echter op de uitnodiging in te gaan, de eerste partij uit onvrede met de voorgestelde sociale en klimaatmaatregelen in de beleidsnota en DéFI vanwege de aanwezigheid van N-VA bij de gesprekken.
Het bureau van de Brusselse federatie van de PS wachtte het voorstel tot beleidsverklaring van Leisterh niet af om hun voorzitter Ahmed Laaouej op maandag 26 mei het mandaat te geven om op zoek te gaan naar een progressieve meerderheid zonder de MR en voort te bouwen op eerdere verkennende gesprekken die hierover waren gevoerd. Een dag later hield Laaouej hiertoe een 'gedachtewisseling' met vertegenwoordigers van PS, Ecolo, PTB-PVDA, Groen, Vooruit en Team Fouad Ahidar, waarbij een kadernota met een begrotingstraject werd neergelegd, die door de andere partijen naar hun bestuursorganen werd teruggekoppeld voor eventuele verdere besprekingen. Op vrijdag 13 juni liet Vooruit via een persbericht weten niet verder te willen werken aan deze formule, omdat de partij niet bij iedereen aan tafel de wil bespeurde om te saneren om de financiële toekomst van het Brussels Hoofdstedelijk Gewest veilig te stellen en de voorkeur gaf aan een regering met PS en MR samen, die deze uitdaging beter zou aankunnen. Intussen werd de kredietwaardigheid van het Brussels Gewest door de ratingbureaus verlaagd, waardoor geld lenen op de financiële markten duurder werd en al hoge overheidsschuld nog sterker dreigde op te lopen.
Na enkele aftastende gesprekken om de opgelopen onderlinge spanningen te temperen, kwamen PS en MR op zondag 13 juli 2025 met een creatieve oplossing om de vastgelopen formatiegesprekken te hervatten. Er werd beslist om officiële onderhandelingen op te starten met zes partijen, aan Franstalige kant MR, PS en Les Engagés en aan Nederlandstalige zijde Groen, Open Vld en Vooruit. Om aan een meerderheid langs Nederlandstalige kant te raken, werd gemikt op gedoogsteun van N-VA. Hiertoe zou MR een partijloze figuur uit het middenveld een functie als staatssecretaris aanbieden, die aanvaardbaar zou zijn voor N-VA. Zo zou N-VA niet toetreden tot de Brusselse regering, om tegemoet te komen aan het veto van de PS. Door enkele onduidelijkheden en tegenstrijdige interpretaties werd er op 14 juli nog niet, zoals eerder gepland, plenair vergaderd, maar werden er bilaterale besprekingen gevoerd. Zo waren er vragen over hoe de N-VA-compatibele staatssecretaris zou kunnen wegen op het Nederlandstalige beleid uitgestippeld door de Vlaamse Gemeenschapscommissie, omdat deze officieel tot de Franstalige taalrol zou behoren. Ook was niet duidelijk in welke mate N-VA zeggenschap zou krijgen over de aanstelling van de staatssecretaris en in hoeverre de partij op het beleid zou kunnen wegen. Zo wilde N-VA een vertegenwoordiger naar de onderhandelingen afvaardigden om de onderhandelingen en de gemaakte akkoorden te kunnen opvolgen, maar was de PS gekant tegen een rol van de partij rond de onderhandelingstafel. Na deze bilaterale besprekingen, die geen oplossing hadden opgeleverd, werd de Brusselse regeringsvorming tot 15 augustus stilgelegd.

## Regering van de Duitstalige Gemeenschap

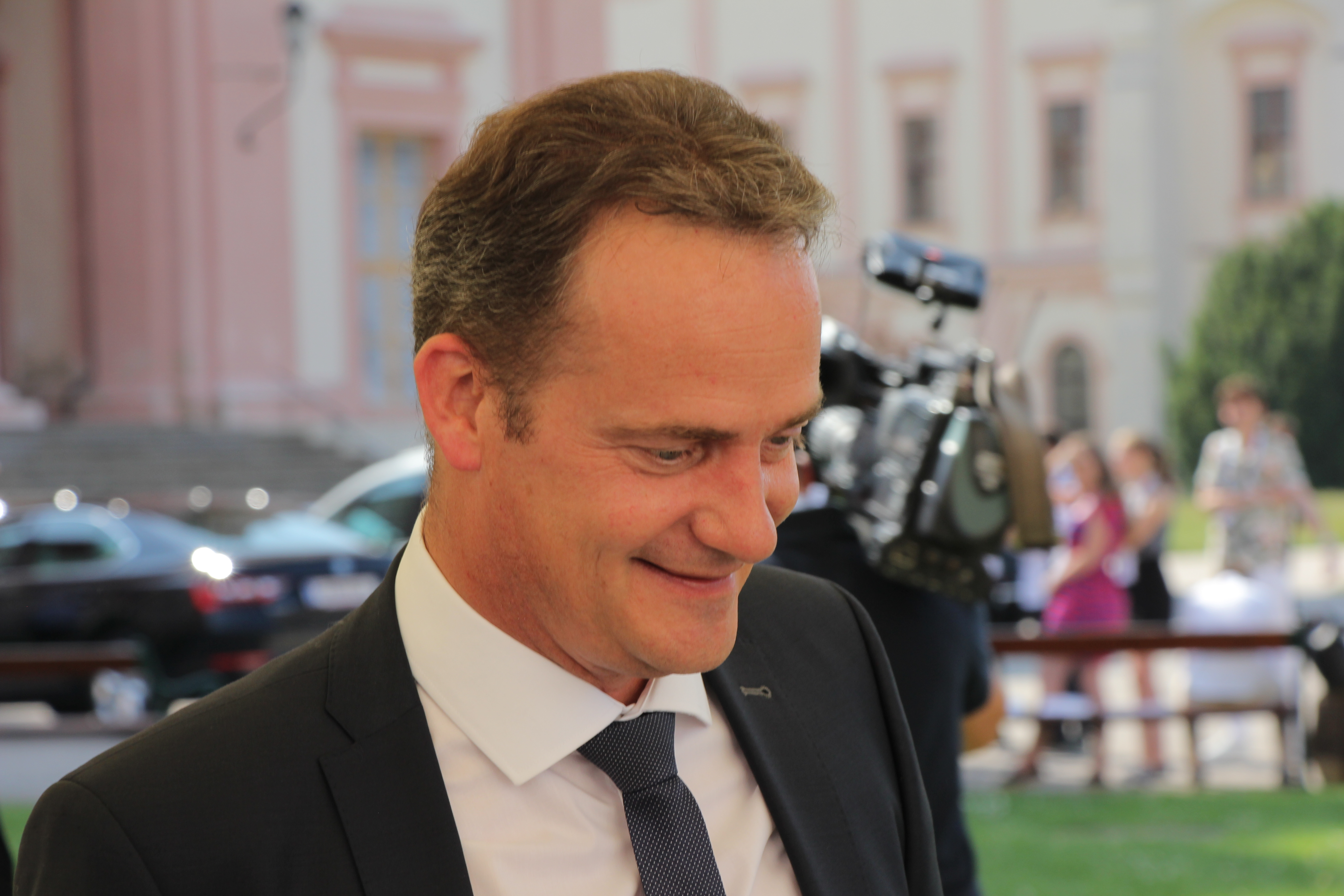
Oliver Paasch (ProDG) volgde zichzelf op als minister-president van de Duitstalige Gemeenschapsregering en kon na het sluiten van een akkoord met CSP en PFF aan zijn derde termijn beginnen.

De Duitstalige Gemeenschap werd in de vorige legislatuur bestuurd door de regering-Paasch II, een coalitie van de regionalistische ProDG, de socialistische SP en de liberale PFF. De coalitie geleid door Oliver Paasch (ProDG) behield haar meerderheid: 8 zetels voor ProDG (+2) en elk 3 voor PFF (status quo) en SP (-1). Toch besliste Paasch om een blok te vormen met de christendemocratische oppositiepartij CSP, dat vijf zetels had behaald en waarvan het programma sterke inhoudelijke gelijkenissen vertoonde met dat van ProDG. Vanaf 10 juni 2024 voerden Paasch en CSP-lijsttrekker Jérôme Franssen onderhandelingen om een gemeenschappelijke basis te vinden met het oog op het regeringsprogramma. Hiertoe werden ook besprekingen gehouden met de partijen SP, PFF en Ecolo.
Op 13 juni 2024 maakten de centrumrechtse partijen ProDG, CSP en PFF bekend dat ze een bestuursakkoord hadden bereikt en dat ze de regering-Paasch III zouden vormen, die over een ruime meerderheid van 16 op 25 zetels beschikte. Hiermee werd de socialistische SP voor het eerst sinds 1990 naar de oppositie verwezen, terwijl CSP voor het eerst sinds 1999 weer in de regering kwam. ProDG kreeg twee ministers en CSP en PFF elk een. Daarnaast mocht CSP de parlementsvoorzitter leveren en kreeg ProDG het recht om een deelstaatsenator aan te wijzen.